# Clasificación para la Eurocopa Femenina 2022
El torneo de clasificación para la Eurocopa Femenina 2022 fue el torneo que determinó a las selecciones clasificadas a la Eurocopa Femenina 2022 a realizarse en Inglaterra.
Además de Inglaterra, 47 de las 54 selecciones nacionales restantes de la UEFA entraron en la competición clasificatoria, incluida Chipre, que ingresó por primera vez al nivel femenino sénior, y Kosovo, que ingresó a su primer Euro femenino.

## Formato
A diferencia de las competiciones de clasificación anteriores, la ronda preliminar ha sido eliminada y todos los participantes comienzan desde la fase de grupos de clasificación. La competencia clasificatoria consiste en dos rondas:
- Fase de grupos de clasificación: los 47 equipos se dividen en nueve grupos: dos grupos de seis equipos y siete grupos de cinco equipos. Cada grupo se juega en formato de round-robin de ida y vuelta. Los nueve ganadores de grupo y los tres mejores finalistas (sin contar los resultados contra el equipo que ocupa la sexta posición) se clasifican directamente para el torneo final, mientras que los seis finalistas restantes avanzan a los play-offs.
- Play-offs: Los seis equipos serán emparejados en tres series con partidos de ida y vuelta para determinar los últimos tres equipos calificados.

### Reglas de desempate
En la fase de grupos de clasificación, los equipos se clasifican según los puntos (3 puntos por victoria, 1 punto por empate, 0 puntos por pérdida) y, si están empatados en puntos, se aplican los siguientes criterios de desempate, en el orden dado. Para determinar las clasificaciones (artículo 14.01 del Reglamento):
1. Puntos en partidos cara a cara entre equipos empatados;
2. Diferencia de goles en partidos cara a cara entre equipos empatados;
3. Goles marcados en partidos cara a cara entre equipos empatados;
4. Goles fuera de casa marcados en partidos enfrentados entre equipos empatados;
5. Si hay más de dos equipos empatados, y después de aplicar todos los criterios anteriores, un subconjunto de equipos aún está vinculado, todos los criterios anteriores se vuelven a aplicar exclusivamente a este subconjunto de equipos;
6. Diferencia de goles en todos los partidos de grupo;
7. Goles marcados en todos los partidos de grupo;
8. Goles de fuera marcados en todos los partidos de grupo;
9. Victorias en todos los partidos de grupo;
10. El visitante gana en todos los partidos de grupo;
11. Puntos disciplinarios (tarjeta roja = 3 puntos, tarjeta amarilla = 1 punto, expulsión de dos tarjetas amarillas en una partida = 3 puntos);
12. Coeficiente UEFA para el sorteo de la fase de grupos de clasificación.

Para determinar los tres mejores subcampeones de la fase de grupos de clasificación, se descartan los resultados contra los equipos en el sexto lugar. Se aplican los siguientes criterios (artículo 14.02 del Reglamento):
1. Puntos;
2. Diferencia de goles
3. Goles anotados;
4. Goles fuera de casa marcados;
5. Ganados
6. El visitante gana;
7. Puntos disciplinarios;
8. Coeficiente UEFA para el sorteo de la fase de grupos de clasificación.

En los play-offs, el equipo que anota más goles en conjunto en las dos etapas se clasifica para el torneo final. Si la puntuación agregada es nivelada, se aplica la regla de los goles fuera de casa, es decir, el equipo que anota más goles de visitante en las dos etapas. Si los goles de visitante también son iguales, se juega un tiempo extra. La regla de los goles a domicilio se aplica de nuevo después de un tiempo adicional, es decir, si hay goles marcados durante el tiempo adicional y el puntaje agregado sigue siendo el mismo nivel, el equipo visitante avanza en virtud de más goles marcados. Si no se marcan goles durante el tiempo extra, el empate se decide mediante un lanzamiento de penalización (Artículo 19.01 del Reglamento).

## Efectos de la pandemia de COVID-19
Debido a la pandemia de COVID-19 en Europa, el Comité Ejecutivo de la UEFA aprobó el 28 de agosto de 2020 los siguientes principios para la fase de clasificación de la Eurocopa Femenina de la UEFA 2021
Si un equipo no puede alinear el número mínimo requerido de jugadores (al menos 13 jugadores, incluido al menos un portero) debido a pruebas positivas de coronavirus SARS-2 y el partido no puede reprogramarse, se considera que el equipo responsable del partido que no se lleva a cabo perdió el partido y perdió 0-3.
Si la UEFA llega a la conclusión de que ninguno de los dos equipos es responsable de que el partido no se desarrolle, el resultado del partido se decidirá por sorteo, ya sea victoria en casa 1-0, derrota en casa 0-1 o empate 0 –0, realizado por la administración de la UEFA.

## Calendario
Los partidos de clasificación se juegan en fechas que están dentro del calendario de partidos internacionales de la FIFA.
Debido a la pandemia de COVID-19, la fase final se pospuso para el verano de 2022, y los partidos postergados de la fase de grupos y los play off 
| Etapa                 | Fechas internacionales FIFA                                                            |
| --------------------- | -------------------------------------------------------------------------------------- |
| Fase de clasificación | 29 de agosto al 3 de septiembre de 2019                                                |
| Fase de clasificación | 30 de septiembre al 8 de octubre de 2019                                               |
| Fase de clasificación | 4 al 12 de noviembre de 2019                                                           |
| Fase de clasificación | 2 al 11 de marzo de 2020                                                               |
| Fase de clasificación | 6 al 14 de abril de 2020 (partidos no jugados por la pandemia de COVID-19)             |
| Fase de clasificación | 1 al 9 de junio de 2020 (partidos no jugados por la pandemia de COVID-19)              |
| Fase de clasificación | 14 al 22 de septiembre de 2020                                                         |
| Fase de clasificación | 19 al 27 de octubre de 2020 (nuevas fechas)                                            |
| Fase de clasificación | 23 de noviembre al 1 de diciembre de 2020 (nuevas fechas)                              |
| Play-offs             | 5 al 13 de abril de 2021 (originalmente se realizaría del 19 al 27 de octubre de 2020) |

## Participantes
El sorteo de la fase de grupos de clasificación se realizó el 21 de febrero de 2019, 13:30 CET (UTC + 1), en la sede de la UEFA en Nyon, Suiza.
Los equipos se ubicaron según su clasificación de coeficientes, calculados en base a lo siguiente:
- Torneo final de la Copa Mundial Femenina de Fútbol de 2015 y competición clasificatoria (20%)
- Eurocopa Femenina 2017 y competición clasificatoria (40%)
- Competición de clasificación para la Copa Mundial Femenina de Fútbol de 2019 (40%)

Cada grupo contenía un equipo de cada uno de los Pots A – E (dos equipos de Pot E para el grupo de seis equipos). Por razones políticas, Kosovo no integraría el mismo grupo que Bosnia y Herzegovina o Serbia.
| Equipo     | Coef. | Pos. |
| ---------- | ----- | ---- |
| Inglaterra | -     | -    |

| Equipo       | Coef.  | Pos. |
| ------------ | ------ | ---- |
| Francia      | 40,775 | 1    |
| Alemania     | 40,405 | 2    |
| Países Bajos | 40,003 | 3    |
| España       | 39,181 | 4    |
| Suecia       | 36,608 | 5    |
| Noruega      | 36,060 | 6    |
| Suiza        | 35,481 | 7    |
| Escocia      | 35,237 | 8    |
| Italia       | 34,741 | 9    |

| Equipo          | Coef.  | Pos. |
| --------------- | ------ | ---- |
| Austria         | 33,503 | 10   |
| Dinamarca       | 32,935 | 11   |
| Islandia        | 32,012 | 12   |
| Bélgica         | 32,007 | 13   |
| Rusia           | 28,187 | 14   |
| Gales           | 28,042 | 15   |
| Ucrania         | 27,260 | 16   |
| Finlandia       | 25,907 | 17   |
| República Checa | 25,007 | 18   |

| Equipo               | Coef.  | Pos. |
| -------------------- | ------ | ---- |
| Portugal             | 25,002 | 19   |
| Irlanda              | 24,617 | 20   |
| Polonia              | 23,712 | 21   |
| Rumania              | 22,432 | 22   |
| Serbia               | 19,846 | 23   |
| Eslovenia            | 18,207 | 24   |
| Hungría              | 17,601 | 25   |
| Bosnia y Herzegovina | 17,056 | 26   |
| Bielorrusia          | 16,361 | 27   |

| Equipo            | Coef.  | Pos. |
| ----------------- | ------ | ---- |
| Turquía           | 16,142 | 28   |
| Eslovaquia        | 16,046 | 29   |
| Croacia           | 15,921 | 30   |
| Irlanda del Norte | 14,966 | 31   |
| Grecia            | 14,868 | 32   |
| Israel            | 12,771 | 33   |
| Kazajistán        | 12,453 | 34   |
| Albania           | 10,899 | 35   |
| Moldavia          | 8,237  | 36   |

| Equipo              | Coef. | Pos. |
| ------------------- | ----- | ---- |
| Islas Feroe         | 7,777 | 37   |
| Malta               | 7,556 | 38   |
| Macedonia del Norte | 7,242 | 39   |
| Estonia             | 7,225 | 40   |
| Montenegro          | 7,106 | 41   |
| Georgia             | 6,500 | 42   |
| Letonia             | 5,702 | 43   |
| Lituania            | 4,973 | 44   |
| Azerbaiyán          | 0     | 45   |
| Chipre              | 0     | 46   |
| Kosovo              | 0     | 47   |

Nota
- Los equipos marcados en negrita se clasificaron para la fase final del torneo.

| No entraron   | No entraron | No entraron |
| Equipo        | Coef.       | Pos.        |
| ------------- | ----------- | ----------- |
| Andorra       | -           | -           |
| Armenia       | -           | -           |
| Bulgaria      | -           | -           |
| Gibraltar     | -           | -           |
| Liechtenstein | -           | -           |
| Luxemburgo    | -           | -           |
| San Marino    | -           | -           |

## Fase de clasificación

### Grupos

#### Grupo A
| Equipo       | Pts | PJ | PG | PE | PP | GF | GC | Dif |
| ------------ | --- | -- | -- | -- | -- | -- | -- | --- |
| Países Bajos | 30  | 10 | 10 | 0  | 0  | 46 | 3  | 43  |
| Rusia        | 24  | 10 | 8  | 0  | 2  | 23 | 6  | 17  |
| Eslovenia    | 18  | 10 | 6  | 0  | 4  | 31 | 12 | 19  |
| Kosovo       | 10  | 10 | 3  | 1  | 6  | 6  | 29 | -23 |
| Turquía      | 5   | 10 | 1  | 2  | 7  | 9  | 28 | -19 |
| Estonia      | 1   | 10 | 0  | 1  | 9  | 1  | 40 | -39 |

| 30 de agosto de 2019, 18:00 | Estonia | 0:7 (0:3) | Países Bajos                                                                      | A. Le Coq Arena, Tallin                              |                                                      |
|                             |         | Reporte   | - Miedema 27', 69' - Roord 31' - Spitse 40', 51' - Bloodworth 81' - E. Jansen 85' | Asistencia: 1881 espectadores Árbitra: Olga Zadinová | Asistencia: 1881 espectadores Árbitra: Olga Zadinová |

| 30 de agosto de 2019, 20:00 | Eslovenia | 0:1 (0:1) | Rusia               | Ob Jezeru City Stadium, Velenje                         |                                                         |
|                             |           | Reporte   | - Chernomyrdina 25' | Asistencia: 250 espectadores Árbitra: Dimitrina Milkova | Asistencia: 250 espectadores Árbitra: Dimitrina Milkova |

| 30 de agosto de 2019, 20:00 | Kosovo                  | 2:0 (2:0) | Turquía | Estadio Fadil Vokrri, Pristina                       |                                                      |
|                             | - Uka 33' - L. Syla 39' | Reporte   |         | Asistencia: 3200 espectadores Árbitra: Emilie Dokset | Asistencia: 3200 espectadores Árbitra: Emilie Dokset |

| 3 de septiembre de 2019, 17.00 | Eslovenia                                        | 5:0 (2:0) | Kosovo | Dravograd Sports Centre, Dravograd                     |                                                        |
|                                | - Prašnikar 14', 62' - Zver 41', 56' - Kolbl 48' | Reporte   |        | Asistencia: 450 espectadores Árbitra: Rasa Imanalijeva | Asistencia: 450 espectadores Árbitra: Rasa Imanalijeva |

| 3 de septiembre de 2019, 18:00 | Rusia                                              | 4:0 (2:0) | Estonia | Sapsan Arena, Moscú                                 |                                                     |
|                                | - Korovkina 10', 57' - Fedorova 29' - Myagkova 82' | Reporte   |         | Asistencia: 667 espectadores Árbitra: Katalin Sipos | Asistencia: 667 espectadores Árbitra: Katalin Sipos |

| 3 de septiembre de 2019, 20:00 | Países Bajos                                              | 3:0 (1:0) | Turquía | Abe Lenstra Stadion, Heerenveen                             |                                                             |
|                                | - Van der Gragt 13' - Van de Donk 55' - Spitse 84' (pen.) | Reporte   |         | Asistencia: 21 500 espectadores Árbitra: Iuliana Demetrescu | Asistencia: 21 500 espectadores Árbitra: Iuliana Demetrescu |

| 4 de octubre de 2019, 15:00 | Turquía | 0:0     | Estonia | Sancaktepe Stadium, Estambul                            |                                                         |
|                             |         | Reporte |         | Asistencia: 220 espectadores Árbitra: Marta Frías Acedo | Asistencia: 220 espectadores Árbitra: Marta Frías Acedo |

| 4 de octubre de 2019, 19:00 | Eslovenia                | 2:4 (1:1) | Países Bajos                                      | Fazanerija City Stadium, Murska Sobota                 |                                                        |
|                             | - Zver 11' - Korošec 68' | Reporte   | - Miedema 28' - Beerensteyn 47' - Spitse 78', 83' | Asistencia: 1050 espectadores Árbitra: Petra Pavlikova | Asistencia: 1050 espectadores Árbitra: Petra Pavlikova |

| 8 de octubre de 2019, 18:00 | Turquía       | 1:6 (0:5) | Eslovenia                                                              | İzmit Stadium, İzmit                                  |                                                       |
|                             | - Şahin 90+1' | Reporte   | - Prašnikar 12', 38', 41' - Rozmarič 25' - Zver 28' (pen.) - Kolbl 51' | Asistencia: 256 espectadores Árbitra: Silvia Domingos | Asistencia: 256 espectadores Árbitra: Silvia Domingos |

| 8 de octubre de 2019, 18:15 | Estonia   | 1:2 (1:1) | Kosovo          | Tamme Stadium, Tartu                                     |                                                          |
|                             | - Loo 22' | Reporte   | - Uka] 41', 56' | Asistencia: 377 espectadores Árbitra: Iuliana Demetrescu | Asistencia: 377 espectadores Árbitra: Iuliana Demetrescu |

| 8 de octubre de 2019, 20:00 | Países Bajos                    | 2:0 (1:0) | Rusia | Philips Stadion, Eindhoven                               |                                                          |
|                             | - Van de Donk 12' - Miedema 60' | Reporte   |       | Asistencia: 23 877 espectadores Árbitra: Ivana Martinčić | Asistencia: 23 877 espectadores Árbitra: Ivana Martinčić |

| 8 de noviembre de 2019, 19:00 | Turquía | 0:8 (0:3) | Países Bajos                                                                                    | Bornova Stadium, İzmit                                  |                                                         |
|                               |         | Reporte   | - Van de Sanden 26' - Spitse 31' (pen.), 90+1' - Miedema 45+1', 62' - Van de Donk 56', 68', 73' | Asistencia: 2354 espectadores Árbitra: Jelena Cvetković | Asistencia: 2354 espectadores Árbitra: Jelena Cvetković |

| 12 de noviembre de 2019, 20:00 | Países Bajos                                       | 4:1 (1:1) | Eslovenia   | Gelredome, Arnhem                                      |                                                        |
|                                | - Spitse 34' (pen.), 53' (pen.) - Miedema 58', 71' | Reporte   | - Eržen 30' | Asistencia: 23 120 espectadores Árbitra: Rebecca Welch | Asistencia: 23 120 espectadores Árbitra: Rebecca Welch |

| 6 de marzo de 2020, 18:00 | Kosovo | 0:5 (0:2) | Rusia                                                                   | Brita-Arena, Wiesbaden, Alemania                      |                                                       |
|                           |        | Reporte   | - F. Shala 1' (a.g.) - Korovkina 33' - Smirnova 47', 53' - Fedorova 50' | Asistencia: 450 espectadores Árbitra: Henrikke Nervik | Asistencia: 450 espectadores Árbitra: Henrikke Nervik |

| 10 de marzo de 2020, 18:00 | Kosovo | 0:3 (0:2) | Eslovenia                                  | Estadio Fadil Vokrri, Pristina                   |                                                  |
|                            |        | Reporte   | - Begič 14' - Predanič 37' - Milović 90+3' | Asistencia: 1500 espectadores Árbitra: Lois Otte | Asistencia: 1500 espectadores Árbitra: Lois Otte |

| 18 de septiembre de 2020, 17:00 | Rusia | 0:1 (0:1) | Países Bajos | Sapsan Arena, Moscú                                  |                                                      |
|                                 |       | Reporte   | - Roord 15'  | Asistencia: 0 espectadores Árbitra: Pernilla Larsson | Asistencia: 0 espectadores Árbitra: Pernilla Larsson |

| 18 de septiembre de 2020, 19:00 | Kosovo           | 2:0 (2:0) | Estonia | Estadio Fadil Vokrri, Pristina                    |                                                   |
|                                 | - Biqkaj 7', 27' | Reporte   |         | Asistencia: 0 espectadores Árbitra: Olivia Tschon | Asistencia: 0 espectadores Árbitra: Olivia Tschon |

| 18 de septiembre de 2020, 20:00 | Eslovenia                                     | 3:1 (2:1) | Turquía   | Stanko Mlakar Stadium, Kranj |                         |
|                                 | - Zver 28' (pen.) - Prašnikar 41' - Kolbl 78' | Reporte   | - Hız 18' | Árbitra: Viki De Cremer      | Árbitra: Viki De Cremer |

| 22 de septiembre de 2020, 19:00 | Estonia | 0:3 (0:1) | Rusia                                           | A. Le Coq Arena, Tallin   |                           |
|                                 |         | Reporte   | - Yakovleva 23' - Mashina 76' - Korovkina 90+4' | Árbitra: Simona Ghisletta | Árbitra: Simona Ghisletta |

| 23 de octubre de 2020, 17:30 | Rusia           | 1:0 (0:0) | Eslovenia | Sapsan Arena, Moscú                                 |                                                     |
|                              | - Korovkina 74' | Reporte   |           | Asistencia: 234 espectadores Árbitra: Jana Adámková | Asistencia: 234 espectadores Árbitra: Jana Adámková |

| 23 de octubre de 2020, 19:00 | Turquía | 0:0     | Kosovo | Arslan Zeki Demirci, Manavgat |                       |
|                              |         | Reporte |        | Árbitra: Sandra Strub         | Árbitra: Sandra Strub |

| 23 de octubre de 2020, 19:30 | Países Bajos                                                                            | 7:0 (4:0) | Estonia | Noordlease Stadion, Groningen |                           |
|                              | - Van de Donk 7', 16' - Groenen 26', 65' - Spitse 38' (pen.) - Nouwen 76' - Snoeijs 83' | Reporte   |         | Árbitra: Zuzana Valentová     | Árbitra: Zuzana Valentová |

| 27 de octubre de 2020, 17:00 | Rusia                                                  | 4:2 (2:0) | Turquía                    | Sapsan Arena, Moscú                                       |                                                           |
|                              | - Korovkina 13' - Chernomyrdina 22', 46' - Mashina 49' | Reporte   | - Arhan 77' - Karagenç 86' | Asistencia: 250 espectadores Árbitra: Elvira Nurmustafina | Asistencia: 250 espectadores Árbitra: Elvira Nurmustafina |

| 27 de octubre de 2020, 19:00 | Kosovo | 0:6 (0:4) | Países Bajos                                                              | Estadio Fadil Vokrri, Pristina                           |                                                          |
|                              |        | Reporte   | - van de Donk 11' - Snoeijs 31', 44', 90+4' - Martens 34' - Miedema 90+4' | Asistencia: 50 espectadores Árbitra: Sandra Braz Bastoso | Asistencia: 50 espectadores Árbitra: Sandra Braz Bastoso |

| 27 de noviembre de 2020, 18:00 | Estonia | 0:4 (0:1) | Turquía                                           | A. Le Coq Arena, Tallin                                |                                                        |
|                                |         | Reporte   | - Türkoğlu 29' - Civelek 55' - Hız 76' - Uraz 81' | Asistencia: 127 espectadores Árbitra: Volha Tsiareshka | Asistencia: 127 espectadores Árbitra: Volha Tsiareshka |

| 27 de noviembre de 2020, 19:00 | Rusia                             | 3:0 (3:0) | Kosovo | Arslan Zeki Demirci, Manavgat |                       |
|                                | - Fedorova 6', 12' - Abdullina 9' | Reporte   |        | Árbitra: Ewa Augustyn         | Árbitra: Ewa Augustyn |

| 1 de diciembre de 2020, 17:00 | Turquía     | 1:2 (0:2) | Rusia                               | Arslan Zeki Demirci, Manavgat |                              |
|                               | - Arhan 56' | Reporte   | - Belomyttseva 29' - Fedorova 45+1' | Árbitra: Sandra Braz Bastoso  | Árbitra: Sandra Braz Bastoso |

| 1 de diciembre de 2020, 18:00 | Eslovenia                     | 2:0 (1:0) | Estonia | Estadio SRC Bonifika, Koper |                        |
|                               | - Kralj 27' - Kork 59' (a.g.) | Reporte   |         | Árbitra: Maria Marotta      | Árbitra: Maria Marotta |

| 1 de diciembre de 2020, 18:30 | Países Bajos                                           | 6:0 (0:0) | Kosovo | Estadio Rat Verlegh, Breda |                           |
|                               | - Snoeijs 49', 75', 84' - Roord 51', 83' - Martens 58' | Reporte   |        | Árbitra: Barbara Poxhofer  | Árbitra: Barbara Poxhofer |

| 23 de febrero de 2021, 18:00 | Estonia | 0:9 (0:2) | Eslovenia                                                                                          | A. Le Coq Arena, Tallin |                       |
|                              |         | Reporte   | - Čonč 31' - Zver 44', 54' - Milovič 60', 70' - Prašnikar 68' (pen.), 81' - Vindišar 74' - Kos 77' | Árbitra: Eszter Urbán   | Árbitra: Eszter Urbán |

#### Grupo B
| Equipo               | Pts | PJ | PG | PE | PP | GF | GC | Dif |
| -------------------- | --- | -- | -- | -- | -- | -- | -- | --- |
| Dinamarca            | 28  | 10 | 9  | 1  | 0  | 48 | 1  | 47  |
| Italia               | 25  | 10 | 8  | 1  | 1  | 37 | 5  | 32  |
| Bosnia y Herzegovina | 18  | 10 | 6  | 0  | 4  | 19 | 17 | 2   |
| Malta                | 10  | 10 | 3  | 1  | 6  | 11 | 30 | -19 |
| Israel               | 7   | 10 | 2  | 1  | 7  | 10 | 30 | -20 |
| Georgia              | 0   | 10 | 0  | 0  | 10 | 3  | 45 | -42 |

| 29 de agosto de 2019, 17:30 | Israel                  | 2:3 (1:1) | Italia                                       | Estadio Ramat Gan, Ramat Gan                            |                                                         |
|                             | - Goor 32' - Awad 90+1' | Reporte   | - Girelli 45+2' - Bartoli 64' - Giacinti 71' | Asistencia: 1430 espectadores Árbitra: Volha Tsiareshka | Asistencia: 1430 espectadores Árbitra: Volha Tsiareshka |

| 29 de agosto de 2019, 18:00 | Dinamarca                                                                                        | 8:0 (4:0) | Malta | Viborg Stadion, Viborg                                 |                                                        |
|                             | - Troelsgaard 5', 45+2' - Harder 19' - Sevecke 28' - Larsen 58', 90+2' - Gejl 75' - Sørensen 86' | Reporte   |       | Asistencia: 3890 espectadores Árbitra: Angelika Soeder | Asistencia: 3890 espectadores Árbitra: Angelika Soeder |

| 30 de agosto de 2019, 17:00 | Bosnia y Herzegovina                                                                                             | 7:1 (5:0) | Georgia         | FF BH Football Training Centre, Zenica                       |                                                              |
|                             | - Spasojević 5' - Hasanbegović 10' - Nikolić 13', 51' (pen.) - Hadžić 23' - Aleksić 43' (pen.) - Krajšumović 80' | Reporte   | - Cheminava 90' | Asistencia: 150 espectadores Árbitra: Katarzyna Lisiecka-sek | Asistencia: 150 espectadores Árbitra: Katarzyna Lisiecka-sek |

| 3 de septiembre de 2019, 14:15 | Georgia | 0:1 (0:1) | Italia        | Estadio Mikheil Meskhi, Tiflis                       |                                                      |
|                                |         | Reporte   | - Girelli 24' | Asistencia: 150 espectadores Árbitra: Vivian Peeters | Asistencia: 150 espectadores Árbitra: Vivian Peeters |

| 3 de septiembre de 2019, 17:00 | Bosnia y Herzegovina | 2:0 (0:0) | Malta | Estadio Asim Ferhatović Hase, Sarajevo           |                                                  |
|                                | - Nikolić 72', 80'   | Reporte   |       | Asistencia: 96 espectadores Árbitra: Cansu Tryak | Asistencia: 96 espectadores Árbitra: Cansu Tryak |

| 3 de septiembre de 2019, 18:00 | Israel | 0:3 (0:1) | Dinamarca                                    | Estadio Ramat Gan, Ramat Gan                        |                                                     |
|                                |        | Reporte   | - Barkai 13' (a.g.) - Nadim 80' - Harder 84' | Asistencia: 1070 espectadores Árbitra: Sandra Strub | Asistencia: 1070 espectadores Árbitra: Sandra Strub |

| 4 de octubre de 2019, 17:00 | Dinamarca                            | 2:0 (1:0) | Bosnia y Herzegovina | Viborg Stadion, Viborg                                  |                                                         |
|                             | - St. Pedersen 13' - Troelsgaard 68' | Reporte   |                      | Asistencia: 4552 espectadores Árbitra: Monika Mularczyk | Asistencia: 4552 espectadores Árbitra: Monika Mularczyk |

| 4 de octubre de 2019, 17:30 | Malta | 0:2 (0:0) | Italia                               | Centenary Stadium, Attard                              |                                                        |
|                             |       | Reporte   | - Bartoli 69' - Girelli 90+2' (pen.) | Asistencia: 764 espectadores Árbitra: Ivana Projkovska | Asistencia: 764 espectadores Árbitra: Ivana Projkovska |

| 8 de octubre de 2019, 17:30 | Italia                       | 2:0 (2:0) | Bosnia y Herzegovina | Estadio Renzo Barbera, Palermo                           |                                                          |
|                             | - Girelli 3' - Giugliano 28' | Reporte   |                      | Asistencia: 5100 espectadores Árbitra: Hristiyana Guteva | Asistencia: 5100 espectadores Árbitra: Hristiyana Guteva |

| 8 de octubre de 2019, 20:00 | Georgia | 0:2 (0:1) | Dinamarca                 | Estadio Mikheil Meskhi, Tiflis                     |                                                    |
|                             |         | Reporte   | - Gejl 14' - Sørensen 58' | Asistencia: 287 espectadores Árbitra: Reelika Turi | Asistencia: 287 espectadores Árbitra: Reelika Turi |

| 7 de noviembre de 2019, 17:00 | Malta          | 1:1 (1:0) | Israel     | Centenary Stadium, Attard                              |                                                        |
|                               | - Farrugia 37' | Reporte   | - Beck 63' | Asistencia: 317 espectadores Árbitra: Aleksandra Česen | Asistencia: 317 espectadores Árbitra: Aleksandra Česen |

| 8 de noviembre de 2019, 17:30 | Italia                                                                      | 6:0 (5:0) | Georgia | Estadio Ciro Vigorito, Benevento                          |                                                           |
|                               | - Linari 10' - Guagni 25' - Girelli 27' - Sabatino 32', 45+1' - Rosucci 52' | Reporte   |         | Asistencia: 3973 espectadores Árbitra: Iuliana Demetrescu | Asistencia: 3973 espectadores Árbitra: Iuliana Demetrescu |

| 12 de noviembre de 2019, 14:15 | Italia                                                           | 5:0 (4:0) | Malta | Stadio Teofilo Patini, Castel di Sangro               |                                                       |
|                                | - Cernoia 27', 37' - Sabatino 42' - Giugliano 45' - Greggi 90+3' | Reporte   |       | Asistencia: 2955 espectadores Árbitra: Eleni Antoniou | Asistencia: 2955 espectadores Árbitra: Eleni Antoniou |

| 12 de noviembre de 2019, 18:00 | Israel      | 1:3 (1:2) | Bosnia y Herzegovina                             | Estadio Ramat Gan, Ramat Gan                            |                                                         |
|                                | - Efraim 3' | Reporte   | - Krajšumović 28' - Spasojević 37' - Aleksić 80' | Asistencia: 892 espectadores Árbitra: Marta Frías Acedo | Asistencia: 892 espectadores Árbitra: Marta Frías Acedo |

| 12 de noviembre de 2019, 18:00 | Dinamarca | 14:0 (10:0) | Georgia | Viborg Stadion, Viborg                                 |                                                        |
|                                | - Nadim 4', 26', 36' - Larsen 16', 19', 53' - Sørensen 27', 39' - Svava 28' - Harder 34', 45', 73' - Christiansen 82' - Madsen 90+1' | Reporte     |         | Asistencia: 3085 espectadores Árbitra: Silvia Domingos | Asistencia: 3085 espectadores Árbitra: Silvia Domingos |

| 5 de marzo de 2020, 14:30 | Bosnia y Herzegovina | 1:0 (0:0) | Israel | FF BH Football Training Centre, Zenica               |                                                      |
|                           | - Nikolić 64'        | Reporte   |        | Asistencia: 230 espectadores Árbitra: Kateryna Usova | Asistencia: 230 espectadores Árbitra: Kateryna Usova |

| 5 de marzo de 2020, 18:30 | Malta                        | 2:1 (1:0) | Georgia        | Centenary Stadium, Attard                                |                                                          |
|                           | - Cuschieri 17' - Bugeja 46' | Reporte   | - Tchkonia 76' | Asistencia: 392 espectadores Árbitra: Araksya Saribekyan | Asistencia: 392 espectadores Árbitra: Araksya Saribekyan |

| 10 de marzo de 2020, 18:30 | Malta                           | 2:3 (0:2) | Bosnia y Herzegovina        | Centenary Stadium, Attard                                |                                                          |
|                            | - E. Xuereb 79' - B. Borg 90+5' | Reporte   | - Krajšumović 10', 26', 54' | Asistencia: 353 espectadores Árbitra: Neslihan Muratdagi | Asistencia: 353 espectadores Árbitra: Neslihan Muratdagi |

| 10 de marzo de 2020, 19:00 | Israel                                                                    | 4:0 (1:0) | Georgia | Haberfeld Stadium, Rishon LeZion                       |                                                        |
|                            | - Elinav 13' - Falkon 62' (pen.) - Awad 80' (pen.) - Sutidze 90+1' (a.g.) | Reporte   |         | Asistencia: 250 espectadores Árbitra: Michalina Diakow | Asistencia: 250 espectadores Árbitra: Michalina Diakow |

| 17 de septiembre de 2020, 16:00 | Bosnia y Herzegovina | 0:4 (0:3) | Dinamarca                                                               | FF BH Football Training Centre, Zenica |                        |
|                                 |                      | Reporte   | - Nadim 37' (pen.) - Troelsgaard 43' - Sevecke 45+3' - Christiansen 90' | Árbitra: Sandra Bastos                 | Árbitra: Sandra Bastos |

| 22 de septiembre de 2020 | Bosnia y Herzegovina | 0:5 (0:2) | Italia                                                         | FF BH Football Training Centre, Zenica |                          |
|                          |                      | Reporte   | - Galli 19' - Girelli 40', 56' (pen.), 65' (pen.) - Linari 88' | Árbitra: Silvia Domingos               | Árbitra: Silvia Domingos |

| 22 de septiembre de 2020, 18:30 | Malta | 0:8 (0:3) | Dinamarca                                                                                        | Centenary Stadium, Attard               |                                         |
|                                 |       | Reporte   | - Larsen 6' - Nadim 7', 42' - Troelsgaard 46', 73' - Harder 52' - Junge Pedersen 54' - Bruun 68' | Árbitra: María Dolores Martínez Madrona | Árbitra: María Dolores Martínez Madrona |

| 21 de octubre de 2020, 18:00 | Dinamarca                                                     | 4:0 (0:0) | Israel | Viborg Stadion, Viborg                             |                                                    |
|                              | - Harder 48', 55' - Kuznetsov 73' (a.g.) - Junge Pedersen 81' | Reporte   |        | Asistencia: 284 espectadores Árbitra: Reelika Turi | Asistencia: 284 espectadores Árbitra: Reelika Turi |

| 26 de octubre de 2020, 16:00 | Georgia        | 1:2 (0:1) | Israel                           | Estadio Mikheil Meskhi, Tiflis |                           |
|                              | - Bakradze 70' | Reporte   | - Hazan 10' - Shtainshnaider 61' | Árbitra: Liudmyla Telbukh      | Árbitra: Liudmyla Telbukh |

| 26 de octubre de 2020, 18:30 | Italia         | 1:3 (0:2) | Dinamarca                      | Estadio Carlo Castellani, Empoli |                        |
|                              | - Giacinti 60' | Reporte   | - Sørensen 6' - Nadim 17', 47' | Árbitra: Cheryl Foster           | Árbitra: Cheryl Foster |

| 26 de noviembre de 2020, 15:00 | Georgia | 0:4 (0:2) | Malta                               | Estadio Mikheil Meskhi, Tiflis |                           |
|                                |         | Reporte   | - Zammit 34', 52' - Bugeja 44', 58' | Árbitra: Simona Ghisletta      | Árbitra: Simona Ghisletta |

| 1 de diciembre de 2020, 15:00 | Georgia | 0:3 (0:1) | Bosnia y Herzegovina                    | Estadio Mikheil Meskhi, Tiflis |                              |
|                               |         | Reporte   | - Damjanović 22' - Krajšumović 64', 77' | Árbitra: Elvira Nurmustafina   | Árbitra: Elvira Nurmustafina |

| 1 de diciembre de 2020, 16:30 | Israel | 0:2 (0:1) | Malta                      | Estadio Ramat Gan, Ramat Gan                          |                                                       |
|                               |        | Reporte   | - B. Borg 15' - Bugeja 59' | Asistencia: 40 espectadores Árbitra: Ivana Projkovska | Asistencia: 40 espectadores Árbitra: Ivana Projkovska |

| 1 de diciembre de 2020, 17:15 | Dinamarca | 0:0     | Italia | Viborg Stadion, Viborg                             |                                                    |
|                               |           | Reporte |        | Asistencia: 210 espectadores Árbitra: Riem Hussein | Asistencia: 210 espectadores Árbitra: Riem Hussein |

| 24 de febrero de 2021, 17:30 | Italia | 12:0 (7:0) | Israel | Estadio Artemio Franchi, Florencia |                          |
|                              | - Giacinti 3', 13' - Bonansea 5', 81' - David 19' (a.g.) - Girelli 30' - Salvai 44' - Rosucci 45+2' (pen.) - Sabatino 55' (pen.), 70' - Caruso 67' - Giugliano 90+1' | Reporte    |        | Árbitra: Ivana Martinčić           | Árbitra: Ivana Martinčić |

#### Grupo C
| Equipo            | Pts | PJ | PG | PE | PP | GF | GC | Dif |
| ----------------- | --- | -- | -- | -- | -- | -- | -- | --- |
| Noruega           | 18  | 6  | 6  | 0  | 0  | 34 | 1  | 33  |
| Irlanda del Norte | 14  | 8  | 4  | 2  | 2  | 17 | 17 | 0   |
| Gales             | 14  | 8  | 4  | 2  | 2  | 16 | 4  | 12  |
| Bielorrusia       | 6   | 7  | 2  | 0  | 5  | 11 | 15 | -4  |
| Islas Feroe       | 0   | 7  | 0  | 0  | 7  | 1  | 42 | -41 |

| 29 de agosto de 2019, 18:00 | Islas Feroe | 0:6 (0:2) | Gales                                                                      | Tórsvøllur, Tórshavn                               |                                                    |
|                             |             | Reporte   | - Harding 4', 58' (pen.), 79' - Jones 6' - Arge 67' (a.g.) - Roberts 90+3' | Asistencia: 0 espectadores Árbitra: Ivana Pejkovic | Asistencia: 0 espectadores Árbitra: Ivana Pejkovic |

| 30 de agosto de 2019, 20:45 | Irlanda del Norte | 0:6 (0:2) | Noruega                                                       | Seaview, Belfast                                         |                                                          |
|                             |                   | Reporte   | - Reiten 4' - Graham Hansen 16', 63', 72' - Eikeland 82', 90' | Asistencia: 1046 espectadores Árbitra: Veronika Kovarova | Asistencia: 1046 espectadores Árbitra: Veronika Kovarova |

| 3 de septiembre de 2019, 20:00 | Bielorrusia                                                               | 6:0 (2:0) | Islas Feroe | Borísov Arena, Borísov                                    |                                                           |
|                                | - Olkhovik 6', 74' - Shcherbachenia 24', 54' - Kharlanova 77' (pen.), 82' | Reporte   |             | Asistencia: 2350 espectadores Árbitra: Jelena Jermolajeva | Asistencia: 2350 espectadores Árbitra: Jelena Jermolajeva |

| 3 de septiembre de 2019, 19:05 | Gales                      | 2:2 (1:1) | Irlanda del Norte           | Rodney Parade, Newport                                              |                                                                     |
|                                | - James 22' - K. Green 69' | Reporte   | - Magill 11' - Hutton 90+4' | Asistencia: 1676 espectadores Árbitra: Ainara Andrea Acevedo Dudley | Asistencia: 1676 espectadores Árbitra: Ainara Andrea Acevedo Dudley |

| 4 de octubre de 2019, 18:45 | Bielorrusia          | 1:7 (1:3) | Noruega                                                                             | Borisov Arena, Borisov                                 |                                                        |
|                             | - Shcherbachenia 18' | Reporte   | - Herlovsen 36', 40' - Thorisdottir 45' - Reiten 60' - Hansen 71', 89' - Utland 87' | Asistencia: 500 espectadores Árbitra: Simona Ghisletta | Asistencia: 500 espectadores Árbitra: Simona Ghisletta |

| 8 de octubre de 2019, 17:00 | Islas Feroe | 0:13 (0:4) | Noruega | Tórsvøllur, Tórshavn                                |                                                     |
|                             |             | Reporte    | - Utland 8' - Hansen 23' (pen.), 40', 52' - Eikeland 36' - Herlovsen 53', 66', 77' - Sævik 60' - Engen 63', 76' - Maanum 65' - Thorsnes 87' | Asistencia: 361 espectadores Árbitra: Galiya Echeva | Asistencia: 361 espectadores Árbitra: Galiya Echeva |

| 8 de octubre de 2019, 19:00 | Bielorrusia | 0:1 (0:0) | Gales      | Haradski Stadium, Slutsk                            |                                                     |
|                             |             | Reporte   | - Rowe 82' | Asistencia: 300 espectadores Árbitra: Tanja Subotič | Asistencia: 300 espectadores Árbitra: Tanja Subotič |

| 8 de noviembre de 2019, 18:00 | Noruega                                                       | 6:0 (2:0) | Irlanda del Norte | Viking Stadion, Stavanger                             |                                                       |
|                               | - Utland 3', 12' - Reiten 51' - Engen 53' - Hansen 70', 90+2' | Reporte   |                   | Asistencia: 6709 espectadores Árbitra: Meliz Özçiğdem | Asistencia: 6709 espectadores Árbitra: Meliz Özçiğdem |

| 12 de noviembre de 2019, 19:45 | Irlanda del Norte | 0:0     | Gales | Seaview, Belfast                                       |                                                        |
|                                |                   | Reporte |       | Asistencia: 1177 espectadores Árbitra: Karoline Wacker | Asistencia: 1177 espectadores Árbitra: Karoline Wacker |

| 18 de septiembre de 2020, 17:00 | Islas Feroe | 0:6 (0:4) | Irlanda del Norte                                                  | Tórsvøllur, Tórshavn         |                              |
|                                 |             | Reporte   | - Furness 19' - Magill 24', 90' - Wade 27', 56' - K. McGuiness 38' | Árbitra: Graziela Pirriatore | Árbitra: Graziela Pirriatore |

| 22 de septiembre de 2020, 17:00 | Islas Feroe | 0:2 (0:0) | Bielorrusia                     | Tórsvøllur, Tórshavn      |                           |
|                                 |             | Reporte   | - Shlapakova 56' - Olkhovik 79' | Árbitra: Abigail Marriott | Árbitra: Abigail Marriott |

| 22 de septiembre de 2020, 18:00 | Noruega    | 1:0 (1:0) | Gales | Ullevaal Stadion, Oslo   |                          |
|                                 | Reiten 29' | Reporte   |       | Árbitra: Petra Pavlikova | Árbitra: Petra Pavlikova |

| 22 de octubre de 2020, 16:30 | Gales                                       | 4:0 (1:0) | Islas Feroe | Rodney Parade, Newport |                        |
|                              | - Ward 33' - Harding 58', 61' - Woodham 67' | Reporte   |             | Árbitra: Vesna Budimir | Árbitra: Vesna Budimir |

| 26 de octubre de 2020 | Gales | 0:1 (0:0) | Noruega      | Cardiff City Stadium, Cardiff |                            |
|                       |       | Reporte   | - Maanum 61' | Árbitra: Marta Frías Acedo    | Árbitra: Marta Frías Acedo |

| 27 de octubre de 2020, 20:00 | Bielorrusia | 0:1 (0:1) | Irlanda del Norte | Estadio Dinamo, Minsk                                          |                                                                |
|                              |             | Reporte   | - Furness 42'     | Asistencia: 362 espectadores Árbitra: Zulema González González | Asistencia: 362 espectadores Árbitra: Zulema González González |

| 26 de noviembre de 2020, 20:00 | Noruega | Cancelado | Islas Feroe | Marienlyst Stadion, Drammen |                          |
|                                |         | Reporte   |             | Árbitra: Karoline Wacker    | Árbitra: Karoline Wacker |

| 27 de noviembre de 2020, 19:00 | Irlanda del Norte                                             | 3:2 (1:1) | Bielorrusia               | Seaview, Belfast         |                          |
|                                | - McGuinness 2' - Furness 61' (pen.) - Voskobovich 70' (a.g.) | Reporte   | - Shcherbachenia 16', 67' | Árbitra: Silvia Domingos | Árbitra: Silvia Domingos |

| 1 de diciembre de 2020, 19:00 | Irlanda del Norte                                                                          | 5:1 (2:1) | Islas Feroe        | Seaview, Belfast           |                            |
|                               | - Furness 6' - K. McGuinness 27' - McCarron 56' - C. McGuinness 77' - Langgaard 88' (a.g.) | Reporte   | - Tórolvsdóttir 4' | Árbitra: Hristiyana Guteva | Árbitra: Hristiyana Guteva |

| 1 de diciembre de 2020, 19:10 | Gales                                          | 3:0 (2:0) | Bielorrusia | Rodney Parade, Newport       |                              |
|                               | - Harding 15' - Rowe 34' - Fishlock 72' (pen.) | Reporte   |             | Árbitra: Désirée Grundbacher | Árbitra: Désirée Grundbacher |

| Febrero de 2021 | Noruega | Cancelado | Bielorrusia | Ullevaal Stadion, Oslo |  |
|                 |         | Reporte   |             |                        |  |

#### Grupo D
| Equipo          | Pts | PJ | PG | PE | PP | GF | GC | Dif |
| --------------- | --- | -- | -- | -- | -- | -- | -- | --- |
| España          | 22  | 8  | 7  | 1  | 0  | 48 | 1  | 47  |
| República Checa | 16  | 8  | 5  | 1  | 2  | 24 | 9  | 15  |
| Polonia         | 14  | 8  | 4  | 2  | 2  | 16 | 5  | 11  |
| Moldavia        | 3   | 8  | 1  | 0  | 7  | 3  | 43 | -40 |
| Azerbaiyán      | 3   | 8  | 1  | 0  | 7  | 2  | 35 | -33 |

| 30 de agosto de 2019, 18:00 | Moldavia | 0:7 (0:3) | República Checa                                                                                              | Zimbru Stadium, Chișinău                               |                                                        |
|                             |          | Reporte   | - Svitková 28' (pen.), 38' - Bertholdová 41' - L. Martínková 49' - Cahynová 53' - Stašková 73' - Voňková 85' | Asistencia: 370 espectadores Árbitra: Jelena Cvetković | Asistencia: 370 espectadores Árbitra: Jelena Cvetković |

| 4 de octubre de 2019, 21:30 | España                                            | 4:0 (2:0) | Azerbaiyán | Estadio de Riazor, La Coruña                         |                                                      |
|                             | - Guijarro 8' - Torrecilla 26' - Bonmatí 54', 76' | Reporte   |            | Asistencia: 10 444 espectadores Árbitra: Paula Brady | Asistencia: 10 444 espectadores Árbitra: Paula Brady |

| 8 de octubre de 2019, 19:00 | República Checa | 1:5 (0:4) | España                                                                           | Ďolíček, Praga                                       |                                                      |
|                             | - Voňková 89'   | Reporte   | - Sedláčková 7' (a.g.) - Caldentey 11' - Bonmatí 23' - Paredes 35' - Hermoso 79' | Asistencia: 1895 espectadores Árbitra: Tess Olofsson | Asistencia: 1895 espectadores Árbitra: Tess Olofsson |

| 7 de noviembre de 2019, 19:00 | Azerbaiyán | 0:4 (0:1) | República Checa                                 | Bayil Arena, Bakú                                   |                                                     |
|                               |            | Reporte   | - Voňková 36', 69' - Stašková 60' - Dubcová 73' | Asistencia: 550 espectadores Árbitra: Maria Marotta | Asistencia: 550 espectadores Árbitra: Maria Marotta |

| 10 de noviembre de 2019, 16:00 | Moldavia                                      | 3:1 (1:1) | Azerbaiyán      | Zimbru Stadium, Chișinău                             |                                                      |
|                                | - Țabur 24' - Munteanu 50' (pen.), 62' (pen.) | Reporte   | - Dorofeeva 39' | Asistencia: 1195 espectadores Árbitra: Katalin Sipos | Asistencia: 1195 espectadores Árbitra: Katalin Sipos |

| 12 de noviembre de 2019, 18:00 | Polonia | 0:0     | España | Arena Lublin, Lublin                                 |                                                      |
|                                |         | Reporte |        | Asistencia: 7528 espectadores Árbitra: Frida Nielsen | Asistencia: 7528 espectadores Árbitra: Frida Nielsen |

| 7 de marzo de 2020, 18:00 | Polonia                                              | 5:0 (4:0) | Moldavia | Stadion Polonii Warszawa, Wieluń                          |                                                           |
|                           | - Sikora 9' - Pajor 27', 34', 86' - Daleszczyk 45+2' | Reporte   |          | Asistencia: 2326 espectadores Árbitra: Lizzy van Der Helm | Asistencia: 2326 espectadores Árbitra: Lizzy van Der Helm |

| 11 de marzo de 2020, 18:00 | Azerbaiyán | 0:5 (0:2) | Polonia                                                 | Estadio Shafa, Bakú                                     |                                                         |
|                            |            | Reporte   | - Pajor 19', 90+1' - Sikora 44', 90+3' - Tarczyńska 90' | Asistencia: 97 espectadores Árbitra: Cristina Trandafir | Asistencia: 97 espectadores Árbitra: Cristina Trandafir |

| 18 de septiembre de 2020, 18:15 | República Checa | 0:0     | Polonia | Estadio Letní, Chomutov |                         |
|                                 |                 | Reporte |         | Árbitra: Shona Shukrula | Árbitra: Shona Shukrula |

| 19 de septiembre de 2020, 20:00 | Moldavia | 0:9 (0:6) | España | Zimbru Stadium, Chișinău |                          |
|                                 |          | Reporte   | - García 6', 38' - Sivolobova 9' (a.g.) - Caldentey 27', 53', 81' (pen.) - Hermoso 35' - Redondo 50' - Guijarro 76' | Árbitra: Jelena Pejkovic | Árbitra: Jelena Pejkovic |

| 22 de septiembre de 2020, 18:00 | Polonia | 0:2 (0:1) | República Checa              | Municipal de Bielsko-Biała, Bielsko-Biała |                             |
|                                 |         | Reporte   | - Stašková 28' - Dubcová 70' | Árbitra: Iuliana Demetrescu               | Árbitra: Iuliana Demetrescu |

| 23 de octubre de 2020, 17:00 | Polonia                              | 3:0 (1:0) | Azerbaiyán | Stadion Polonii Warszawa, Varsovia                |                                                   |
|                              | - Mesjasz 41' - Zawistowska 47', 65' | Reporte   |            | Asistencia: 0 espectadores Árbitra: Tanja Subotič | Asistencia: 0 espectadores Árbitra: Tanja Subotič |

| 23 de octubre de 2020, 21:00 | España                                                    | 4:0 (3:0) | República Checa | La Cartuja, Sevilla                                |                                                    |
|                              | - González 1' - Guijarro 25' - Bonmatí 34' - Putellas 53' | Reporte   |                 | Asistencia: 432 espectadores Árbitra: Sara Persson | Asistencia: 432 espectadores Árbitra: Sara Persson |

| 27 de octubre de 2020, 15:00 | Moldavia | 0:3 (0:2) | Polonia                                           | Zimbru Stadium, Chișinău  |                           |
|                              |          | Reporte   | - Dudek 16' - Achcińska 40' (pen.) - Kopińska 71' | Árbitra: Ivana Projkovska | Árbitra: Ivana Projkovska |

| 27 de octubre de 2020, 17:00 | República Checa                                      | 3:0 (1:0) | Azerbaiyán | Estadio Letní, Chomutov |                       |
|                              | - Cahynová 27' - Krejčiříková 52' - Szewieczková 64' | Reporte   |            | Árbitra: Eszter Urbán   | Árbitra: Eszter Urbán |

| 27 de noviembre de 2020, 21:00 | España | 10:0 (6:0) | Moldavia | Ciudad del Fútbol de Las Rozas, Madrid |                         |
|                                | - Bonmatí 7', 30' - Hermoso 13', 25', 87' (pen.) - Caldentey 28' (pen.) - Prisăcari 45+2' (a.g.) - Putellas 57' - Guijarro 71' - Navarro 84' | Reporte    |          | Árbitra: Shona Shukrula                | Árbitra: Shona Shukrula |

| 1 de diciembre de 2020, 15:00 | República Checa                                                                                    | 7:0 (5:0) | Moldavia | Estadio Letní, Chomutov     |                             |
|                               | - Stašková 14', 54' - Cahynová 17' - Petříková 26' - Svitková 36' - K. Dubcová 43' - Mrázová 90+3' | Reporte   |          | Árbitra: Florence Guillemin | Árbitra: Florence Guillemin |

| 18 de febrero de 2021, 20:00 | Azerbaiyán | 0:13 (0:6) | España | Estadio Shafa, Bakú    |                        |
|                              |            | Reporte    | - Esther 21', 24', 30', 31', 87' - Hermoso 33', 43', 67', 82', 90+3' - Mariona 57' - E. Navarro 75' - Eizagirre 84' | Árbitra: Maria Marotta | Árbitra: Maria Marotta |

| 23 de febrero de 2021, 18:00 | Azerbaiyán       | 1:0 (0:0) | Moldavia | Estadio Shafa, Bakú         |                             |
|                              | - A. Aliyeva 46' | Reporte   |          | Árbitra: Iuliana Demetrescu | Árbitra: Iuliana Demetrescu |

| 23 de febrero de 2021, 19:00 | España                            | 3:0 (1:0) | Polonia | Ciudad del Fútbol de Las Rozas, Madrid |                                 |
|                              | - Esther 24', 69' - Mapi León 87' | Reporte   |         | Árbitra: Anastasia Pustovoitova        | Árbitra: Anastasia Pustovoitova |

#### Grupo E
| Equipo    | Pts | PJ | PG | PE | PP | GF | GC | Dif |
| --------- | --- | -- | -- | -- | -- | -- | -- | --- |
| Finlandia | 22  | 8  | 7  | 1  | 0  | 24 | 2  | 22  |
| Portugal  | 19  | 8  | 6  | 1  | 1  | 10 | 2  | 8   |
| Escocia   | 12  | 8  | 4  | 0  | 4  | 26 | 5  | 21  |
| Albania   | 6   | 8  | 2  | 0  | 6  | 7  | 21 | -14 |
| Chipre    | 0   | 8  | 0  | 0  | 8  | 0  | 37 | -37 |

| 30 de agosto de 2019, 19:35 | Escocia                                                               | 8:0 (3:0) | Chipre | Estadio Easter Road, Edimburgo                           |                                                          |
|                             | - Emslie 11' - Little 20', 40', 61', 83', 88' - Ross 52' - Weir 90+1' | Reporte   |        | Asistencia: 6206 espectadores Árbitra: Maria Sole Caputi | Asistencia: 6206 espectadores Árbitra: Maria Sole Caputi |

| 2 de septiembre de 2019, 17:00 | Albania | 0:3 (0:3) | Finlandia                           | Elbasan Arena, Elbasan                                  |                                                         |
|                                |         | Reporte   | - Sällström 10', 38' - Kollanen 26' | Asistencia: 100 espectadores Árbitra: Ruzanna Petrosyan | Asistencia: 100 espectadores Árbitra: Ruzanna Petrosyan |

| 4 de octubre de 2019, 18:00 | Albania | 0:1 (0:1) | Portugal    | Elbasan Arena, Elbasan                                   |                                                          |
|                             |         | Reporte   | - Silva 16' | Asistencia: 1000 espectadores Árbitra: Ruzanna Petrosyan | Asistencia: 1000 espectadores Árbitra: Ruzanna Petrosyan |

| 8 de octubre de 2019, 19:00 | Finlandia                                                                                | 8:1 (5:0) | Albania             | Estadio Hietalahti, Vaasa                            |                                                      |
|                             | - Westerlund 2' - Kollanen 9' - Franssi 17' - Öling 19' - Sällström 35', 75', 89', 90+4' | Reporte   | - Kuikka 77' (a.g.) | Asistencia: 2702 espectadores Árbitra: Katalin Sipos | Asistencia: 2702 espectadores Árbitra: Katalin Sipos |

| 7 de noviembre de 2019, 18:00 | Finlandia                                                  | 4:0 (2:0) | Chipre | Telia 5G -areena, Helsinki                              |                                                         |
|                               | - Sällström 36' - Alanen 45+1' - Kuikka 59' - Koivisto 79' | Reporte   |        | Asistencia: 1857 espectadores Árbitra: Zuzana Valentová | Asistencia: 1857 espectadores Árbitra: Zuzana Valentová |

| 8 de noviembre de 2019 | Albania | 0:5 (0:2) | Escocia                                                           | Elbasan Arena, Elbasan                             |                                                    |
|                        |         | Reporte   | - Emslie 15' - Ross 24' - Cuthbert 59' - Godfrey 64' - Murray 77' | Asistencia: 50 espectadores Árbitra: Emilie Dokset | Asistencia: 50 espectadores Árbitra: Emilie Dokset |

| 12 de noviembre de 2019, 18:30 | Portugal          | 1:1 (1:0) | Finlandia       | Estádio Municipal 22 de Junho, Vila Nova de Famalicão |                                                      |
|                                | - Neto 32' (pen.) | Reporte   | - Sällström 90' | Asistencia: 1186 espectadores Árbitra: Cheryl Foster  | Asistencia: 1186 espectadores Árbitra: Cheryl Foster |

| 11 de marzo de 2020, 15:00 | Chipre | 0:2 (0:1) | Albania                          | Estadio Ammochostos, Lárnaca                            |                                                         |
|                            |        | Reporte   | - Doci 33' (pen.) - Bajramaj 65' | Asistencia: 70 espectadores Árbitra: Jelena Jermolajeva | Asistencia: 70 espectadores Árbitra: Jelena Jermolajeva |

| 23 de octubre de 2020, 19:00 | Chipre | 0:3 (0:1) | Portugal                                  | AEK Arena, Lárnaca        |                           |
|                              |        | Reporte   | - Neto 19' - Di. Silva 56' - Capeta 90+1' | Árbitra: Michalina Diakow | Árbitra: Michalina Diakow |

| 23 de octubre de 2020, 19:30 | Escocia                               | 3:0 (1:0) | Albania | Tynecastle Park, Edimburgo                                 |                                                            |
|                              | - Corsie 37' - Weir 76', 90+3' (pen.) | Reporte   |         | Asistencia: 127 espectadores Árbitra: Graziella Pirriatore | Asistencia: 127 espectadores Árbitra: Graziella Pirriatore |

| 27 de octubre de 2020, 18:15 | Finlandia      | 1:0 (0:0) | Escocia | Telia 5G -areena, Helsinki                            |                                                       |
|                              | - Summanen 49' | Reporte   |         | Asistencia: 1500 espectadores Árbitra: Esther Staubli | Asistencia: 1500 espectadores Árbitra: Esther Staubli |

| 27 de octubre de 2020, 18:00 | Portugal                  | 1:0 (0:0) | Chipre | António Coimbra da Mota, Estoril |                          |
|                              | - Charalambous 61' (a.g.) | Reporte   |        | Árbitra: Henrikke Nervik         | Árbitra: Henrikke Nervik |

| 27 de noviembre de 2020, 14:00 | Albania                                                     | 4:0 (1:0) | Chipre | Estadio Loro Boriçi, Shkodër |                           |
|                                | - Jashari 18' - Doci 80' (pen.) - Gjini 87' - Maksuti 90+2' | Reporte   |        | Árbitra: Jelena Cvetković    | Árbitra: Jelena Cvetković |

| 27 de noviembre de 2020, 19:00 | Portugal     | 1:0 (0:0) | Escocia | Estadio del Restelo, Lisboa |                          |
|                                | - Borges 69' | Reporte   |         | Árbitra: Ivana Martinčić    | Árbitra: Ivana Martinčić |

| 1 de diciembre de 2020, 17:45 | Portugal     | 1:0 (0:0) | Albania | Estadio del Restelo, Lisboa |                        |
|                               | - Capeta 57' | Reporte   |         | Árbitra: Olga Zadinová      | Árbitra: Olga Zadinová |

| 1 de diciembre de 2020, 19:30 | Escocia | 0:1 (0:0) | Finlandia        | Estadio Easter Road, Edimburgo                        |                                                       |
|                               |         | Reporte   | - Rantanen 90+5' | Asistencia: 189 espectadores Árbitra: Katalin Kulcsár | Asistencia: 189 espectadores Árbitra: Katalin Kulcsár |

| 19 de febrero de 2021, 15:00 | Chipre | 0:10 (0:5) | Escocia | AEK Arena, Lárnaca    |                       |
|                              |        | Reporte    | - Cuthbert 11', 35' - Thomas 23', 71' - Weir 26' - Hanson 29' - Arnot 57' - Emslie 65' - J. Ross 70' (pen.), 74' | Árbitra: Riem Hussein | Árbitra: Riem Hussein |

| 19 de febrero de 2021, 18:15 | Finlandia         | 1:0 (0:0) | Portugal | Telia 5G -areena, Helsinki |                          |
|                              | - Sällström 90+3' | Reporte   |          | Árbitra: Kateryna Monzul   | Árbitra: Kateryna Monzul |

| 23 de febrero de 2021, 17:10 | Escocia | 0:2 (0:1) | Portugal                      | Antonis Papadopoulos Stadium, Lárnaca, Chipre |                        |
|                              |         | Reporte   | - Capeta 27' - F. Pinto 90+2' | Árbitra: Rebecca Welch                        | Árbitra: Rebecca Welch |

| 23 de febrero de 2021, 19:00 | Chipre | 0:5 (0:4) | Finlandia                                                             | AEK Arena, Lárnaca    |                       |
|                              |        | Reporte   | - Koivisto 4' - Sällström 6' - Engman 12' - Collin 31' - Kemppi 90+3' | Árbitra: Sara Persson | Árbitra: Sara Persson |

#### Grupo F
| Equipo     | Pts | PJ | PG | PE | PP | GF | GC | Dif |
| ---------- | --- | -- | -- | -- | -- | -- | -- | --- |
| Suecia     | 22  | 8  | 7  | 1  | 0  | 40 | 2  | 38  |
| Islandia   | 19  | 8  | 6  | 1  | 1  | 25 | 5  | 20  |
| Eslovaquia | 10  | 8  | 3  | 1  | 4  | 7  | 19 | -12 |
| Hungría    | 7   | 8  | 2  | 1  | 5  | 11 | 20 | -9  |
| Letonia    | 0   | 8  | 0  | 0  | 8  | 2  | 39 | -37 |

| 29 de agosto de 2019, 18:45 | Islandia                                                    | 4:1 (1:1) | Hungría       | Laugardalsvöllur, Reikiavik                             |                                                         |
|                             | - Jensen 10', 90+2' - Eiríksdóttir 59' - Brynjarsdóttir 65' | Reporte   | - Csiszár 42' | Asistencia: 2019 espectadores Árbitra: Abigail Marriott | Asistencia: 2019 espectadores Árbitra: Abigail Marriott |

| 2 de septiembre de 2019, 18:45 | Islandia     | 1:0 (0:0) | Eslovaquia | Laugardalsvöllur, Reikiavik                               |                                                           |
|                                | - Jensen 65' | Reporte   |            | Asistencia: 2346 espectadores Árbitra: Irena Velevačkoska | Asistencia: 2346 espectadores Árbitra: Irena Velevačkoska |

| 3 de septiembre de 2019, 19:00 | Letonia       | 1:4 (1:1) | Suecia                                                         | Estadio Daugava, Liepaja                             |                                                      |
|                                | - Ševcova 14' | Reporte   | - Sembrant 32' - Ilestedt 50' - Seger 59' (pen.) - Asllani 68' | Asistencia: 673 espectadores Árbitra: Emanuela Rusta | Asistencia: 673 espectadores Árbitra: Emanuela Rusta |

| 4 de octubre de 2019, 19:00 | Letonia      | 1:2 (1:1) | Eslovaquia                    | Estadio Daugava, Liepaja                               |                                                        |
|                             | - Miksone 3' | Reporte   | - Hmírová 33' - Vojteková 74' | Asistencia: 206 espectadores Árbitra: Aleksandra Česen | Asistencia: 206 espectadores Árbitra: Aleksandra Česen |

| 4 de octubre de 2019, 20:15 | Hungría | 0:5 (0:1) | Suecia                                                              | DVTK Stadion, Miskolc                                 |                                                       |
|                             |         | Reporte   | - Eriksson 13' - Janogy 46', 51' - Jakobsson 90+3' - Kullashi 90+5' | Asistencia: 1428 espectadores Árbitra: Meliz Özçiğdem | Asistencia: 1428 espectadores Árbitra: Meliz Özçiğdem |

| 8 de octubre de 2019, 18:45 | Suecia                                                                                    | 7:0 (3:0) | Eslovaquia | Gamla Ullevi, Gotemburgo                                   |                                                            |
|                             | - Asilani 26' - Hurtig 30' - Sembrant 34' - Björn 60' - Blackstenius 65', 68' - Rolfö 90' | Reporte   |            | Asistencia: 9748 espectadores Árbitra: Elvira Nurmustafina | Asistencia: 9748 espectadores Árbitra: Elvira Nurmustafina |

| 8 de octubre de 2019, 20:00 | Letonia | 0:6 (0:3) | Islandia                                                                                               | Estadio Daugava, Liepaja                            |                                                     |
|                             |         | Reporte   | - Friðriksdóttir 17', 45+2' - Brynjarsdóttir 29' - Jensen 50' - Jóhannsdóttir 81' - Viðarsdóttir 90+5' | Asistencia: 84 espectadores Árbitra: Vivian Peeters | Asistencia: 84 espectadores Árbitra: Vivian Peeters |

| 8 de noviembre de 2019, 17:00 | Eslovaquia | 0:0     | Hungría | NTC Senec, Senec                                       |                                                        |
|                               |            | Reporte |         | Asistencia: 395 espectadores Árbitra: Monika Mularczyk | Asistencia: 395 espectadores Árbitra: Monika Mularczyk |

| 12 de noviembre de 2019, 20:00 | Hungría                                                 | 4:0 (2:0) | Letonia | Haladás Sportkomplexum, Szombathely                    |                                                        |
|                                | - Jakabfi 13' - Zeller 36' - Fenyvesi 56' - Pusztai 77' | Reporte   |         | Asistencia: 500 espectadores Árbitra: Volha Tsiareshka | Asistencia: 500 espectadores Árbitra: Volha Tsiareshka |

| 17 de septiembre de 2020, 18:45 | Suecia                                                                                    | 8:0 (1:0) | Hungría | Gamla Ullevi, Gotemburgo |                        |
|                                 | - Hurtig 13', 70' - Anvegård 60', 66', 73' - Eriksson 68' - Ilestedt 72' - Sembrant 90+2' | Reporte   |         | Árbitra: Rebecca Welch   | Árbitra: Rebecca Welch |

| 17 de septiembre de 2020, 18:45 | Islandia | 9:0 (6:0) | Letonia | Laugardalsvöllur, Reikiavik                              |                                                          |
|                                 | - Jensen 1' - Jónsdóttir 8', 32' - Brynjarsdóttir 19', 22', 39' - Miksone 71' (a.g.) - Jóhannsdóttir 87' - Vilhjálmsdóttir 90+2' | Reporte   |         | Asistencia: 10 espectadores Árbitra: Désirée Grundbacher | Asistencia: 10 espectadores Árbitra: Désirée Grundbacher |

| 22 de septiembre de 2020, 17:00 | Letonia | 0:5 (0:3) | Hungría                                             | Estadio Daugava, Liepaja    |                             |
|                                 |         | Reporte   | - Zeller 9', 26' - Pusztai 33' - Turányi 54', 90+3' | Árbitra: Lizzy van Der Helm | Árbitra: Lizzy van Der Helm |

| 22 de septiembre de 2020, 18:00 | Islandia   | 1:1 (0:1) | Suecia       | Laugardalsvöllur, Reikiavik |                          |
|                                 | Jensen 62' | Reporte   | Anvegård 34' | Árbitra: Ivana Martinčić    | Árbitra: Ivana Martinčić |

| 22 de octubre de 2020, 18:45 | Suecia                                                                                      | 7:0 (5:0) | Letonia | Gamla Ullevi, Gotemburgo |                        |
|                              | - Hurtig 2' - Anvegård 10' - Schough 13' - Eriksson 27' - Hammarlund 45', 54' - Curmark 86' | Reporte   |         | Árbitra: Maria Marotta   | Árbitra: Maria Marotta |

| 23 de octubre de 2020, 20:00 | Hungría         | 1:2 (0:0) | Eslovaquia                     | Estadio Rudolf Illovszky, Budapest                      |                                                         |
|                              | - Pusztai 90+2' | Reporte   | - Hmírová 68' - Mikolajová 80' | Asistencia: 600 espectadores Árbitra: Hristiyana Guteva | Asistencia: 600 espectadores Árbitra: Hristiyana Guteva |

| 27 de octubre de 2020, 18:00 | Eslovaquia | 2:0 (2:0) | Letonia                         | NTC Senec, Senec          |                           |
|                              |            | Reporte   | - Hmírová 8' (pen.), 34' (pen.) | Árbitra: Monika Mularczyk | Árbitra: Monika Mularczyk |

| 27 de octubre de 2020, 18:30 | Suecia                        | 2:0 (1:0) | Islandia | Gamla Ullevi, Gotemburgo    |                             |
|                              | - Jakobsson 25' - Schough 57' | Reporte   |          | Árbitra: Stéphanie Frappart | Árbitra: Stéphanie Frappart |

| 26 de noviembre de 2020, 18:00 | Eslovaquia       | 1:3 (1:0) | Islandia                                                    | NTC Senec, Senec         |                          |
|                                | - Mikolajová 25' | Reporte   | - Þorvaldsdóttir 61' - Gunnarsdóttir 67' (pen.), 77' (pen.) | Árbitra: Lina Lehtovaara | Árbitra: Lina Lehtovaara |

| 1 de diciembre de 2020, 15:30 | Hungría | 0:1 (0:0) | Islandia             | Szent Gellért Fórum, Szeged |                             |
|                               |         | Reporte   | - Þorvaldsdóttir 65' | Árbitra: Iuliana Demetrescu | Árbitra: Iuliana Demetrescu |

| 1 de diciembre de 2020, 18:00 | Eslovaquia | 0:6 (0:3) | Suecia                                                                         | NTC Senec, Senec         |                          |
|                               |            | Reporte   | - Angeldal 22', 73' - Sembrant 34' - Rolfö 44' - Andersson 49' - Blomqvist 54' | Árbitra: Karoline Wacker | Árbitra: Karoline Wacker |

#### Grupo G
| Equipo              | Pts | PJ | PG | PE | PP | GF | GC | Dif |
| ------------------- | --- | -- | -- | -- | -- | -- | -- | --- |
| Francia             | 22  | 8  | 7  | 1  | 0  | 44 | 0  | 44  |
| Austria             | 19  | 8  | 6  | 1  | 1  | 22 | 3  | 19  |
| Serbia              | 12  | 8  | 4  | 0  | 4  | 21 | 12 | 9   |
| Macedonia del Norte | 6   | 8  | 2  | 0  | 6  | 8  | 38 | -30 |
| Kazajistán          | 0   | 8  | 0  | 0  | 8  | 2  | 43 | -41 |

| 1 de septiembre de 2019, 12:00 | Kazajistán | 0:3 (0:0) | Serbia                                   | Namyz Stadium, Shymkent, Kazajistán              |                                                  |
|                                |            | Reporte   | - Mijatović 58' - Poljak 81' - Matić 84' | Asistencia: 700 espectadores Árbitra: Alina Peşu | Asistencia: 700 espectadores Árbitra: Alina Peşu |

| 3 de septiembre de 2019, 18:00 | Austria                                             | 3:0 (3:0) | Macedonia del Norte | BSFZ-Arena, Maria Enzersdorf, Austria                       |                                                             |
|                                | - Feiersinger 25' - Hickelsberger 43' - Dunst 45+3' | Reporte   |                     | Asistencia: 1560 espectadores Árbitra: Alexandra Ponomareva | Asistencia: 1560 espectadores Árbitra: Alexandra Ponomareva |

| 2 de octubre de 2019, 15:00 | Macedonia del Norte                        | 4:1 (3:0) | Kazajistán       | Petar Miloševski Training Centre, Skopje, Macedonia del Norte |                                                            |
|                             | - Andonova 6', 28' (pen.) - Rochi 14', 75' | Reporte   | - Myasnikova 73' | Asistencia: 253 espectadores Árbitra: Justina Lavrenovaite    | Asistencia: 253 espectadores Árbitra: Justina Lavrenovaite |

| 5 de octubre de 2019, 15:00 | Macedonia del Norte | 0:6 (0:3) | Serbia                                                                   | Petar Miloševski Training Centre, Skopje, Macedonia del Norte |                                                         |
|                             |                     | Reporte   | - Blagojević 4', 34' - Filipović 38' - Vuković 46', 61' - Stefanović 82' | Asistencia: 400 espectadores Árbitra: Maria Sole Caputi       | Asistencia: 400 espectadores Árbitra: Maria Sole Caputi |

| 8 de octubre de 2019, 18:00 | Serbia | 0:1 (0:1) | Austria     | Stadion Čair, Niš, Serbia                             |                                                       |
|                             |        | Reporte   | - Billa 12' | Asistencia: 1000 espectadores Árbitra: Eleni Antoniou | Asistencia: 1000 espectadores Árbitra: Eleni Antoniou |

| 8 de octubre de 2019, 21:00 | Kazajistán | 0:3 (0:0) | Francia                                   | Kazhymukan Munaitpasov, Astana, Kazajistán        |                                                   |
|                             |            | Reporte   | - Gauvin 58' - Le Sommer 70' - Katoto 89' | Asistencia: 1193 espectadores Árbitra: Laura Rapp | Asistencia: 1193 espectadores Árbitra: Laura Rapp |

| 8 de noviembre de 2019, 18:00 | Macedonia del Norte | 0:3 (0:2) | Austria                                         | Estadio Filip II de Macedonia, Skopje, Macedonia del Norte |                                                     |
|                               |                     | Reporte   | - Billa 35' (pen.) - Zadrazil 45+2' - Dunst 78' | Asistencia: 250 espectadores Árbitra: Lucie Šulcová        | Asistencia: 250 espectadores Árbitra: Lucie Šulcová |

| 9 de noviembre de 2019, 21:00 | Francia                                                       | 6:0 (3:0) | Serbia | Estadio Matmut Atlantique, Bordeaux, Francia                 |                                                              |
|                               | - Majri 7', 12', 63' - Geyoro 31' - Katoto 52' - Asseyi 90+3' | Reporte   |        | Asistencia: 21 211 espectadores Árbitra: Marta Huerta De Aza | Asistencia: 21 211 espectadores Árbitra: Marta Huerta De Aza |

| 12 de noviembre de 2019, 17:55 | Austria                                                                                    | 9:0 (4:0) | Kazajistán | BSFZ-Arena, Maria Enzersdorf, Austria                    |                                                          |
|                                | - Hickelsberger 7', 19', 48', 90+1' - Billa 11', 57', 69' - Feiersinger 18' - Zadrazil 50' | Reporte   |            | Asistencia: 1200 espectadores Árbitra: Hristiyana Guteva | Asistencia: 1200 espectadores Árbitra: Hristiyana Guteva |

| 6 de marzo de 2020, 16:00 | Serbia                                                                                      | 8:1 (3:1) | Macedonia del Norte | Sports Center of FA of Serbia, Stara Pazova          |                                                      |
|                           | - Poljak 4', 8' - Filipović 45', 53' - Damjanović 49' - Čanković 52', 90+2' - Radojičić 72' | Reporte   | - Rochi 14'         | Asistencia: 647 espectadores Árbitra: Shona Shukrula | Asistencia: 647 espectadores Árbitra: Shona Shukrula |

| 18 de septiembre de 2020, 21:00 | Serbia | 0:2 (0:2) | Francia                           | Subotica City Stadium, Subotica |                            |
|                                 |        | Reporte   | - Frajtović 6' (a.g.) - Majri 15' | Árbitra: Hristiyana Guteva      | Árbitra: Hristiyana Guteva |

| 22 de septiembre de 2020, 16:00 | Kazajistán | 0:5 (0:1) | Austria                                                           | Namyz Stadium, Shymkent |                        |
|                                 |            | Reporte   | - Dunst 14', 50' - Aschauer 64' - Puntigam 68' - Billa 76' (pen.) | Árbitra: Katalin Sipos  | Árbitra: Katalin Sipos |

| 22 de septiembre de 2020, 21:00 | Macedonia del Norte | 0:7 (0:3) | Francia                                                                                            | Estadio Filip II de Macedonia, Skopje |                       |
|                                 |                     | Reporte   | - Le Sommer 15', 19' (pen.) - Katoto 22' - De Almeida 52', 90+3' - Torrent 79' - Asseyi 83' (pen.) | Árbitra: Reelika Turi                 | Árbitra: Reelika Turi |

| 23 de octubre de 2020, 21:00 | Francia | 11:0 (5:0) | Macedonia del Norte | Stade de la Source, Orleans                           |                                                       |
|                              | - Gauvin 1' - Le Sommer 5', 21', 73', 78' - de Almeida 39' - Diani 45+1' - Asseyi 55' - Geyoro 60', 63' - D. Cascarino 76' | Reporte    |                     | Asistencia: 612 espectadores Árbitra: Petra Pavlíková | Asistencia: 612 espectadores Árbitra: Petra Pavlíková |

| 24 de octubre de 2020, 18:00 | Serbia                                                        | 4:1 (0:1) | Kazajistán        | Sports Center of FA of Serbia, Stara Pazova |                        |
|                              | - Ivanović 60' - Filipović 72' - Damjanović 89' - Čavić 90+3' | Reporte   | - Kirgizbaeva 32' | Árbitra: Cansu Tiryaki                      | Árbitra: Cansu Tiryaki |

| 27 de octubre de 2020, 21:00 | Austria | 0:0     | Francia | Stadion Wiener Neustadt, Wiener Neustadt               |                                                        |
|                              |         | Reporte |         | Asistencia: 650 espectadores Árbitra: Pernilla Larsson | Asistencia: 650 espectadores Árbitra: Pernilla Larsson |

| 27 de noviembre de 2020, 17:00 | Kazajistán | 0:3 (0:3) | Macedonia del Norte               | Estadio Central, Almatý |                        |
|                                |            | Reporte   | - Rochi 11', 34' - Shemsovikj 37' | Árbitra: Lucie Šulcová  | Árbitra: Lucie Šulcová |

| 27 de noviembre de 2020, 21:00 | Francia                        | 3:0 (2:0) | Austria | Stade du Roudourou, Guingamp |                         |
|                                | - Renard 11' - Katoto 27', 73' | Reporte   |         | Árbitra: Esther Staubli      | Árbitra: Esther Staubli |

| 1 de diciembre de 2020, 18:30 | Austria     | 1:0 (0:0) | Serbia | Stadion Schnabelholz, Altach |                        |
|                               | - Billa 80' | Reporte   |        | Árbitra: Tess Olofsson       | Árbitra: Tess Olofsson |

| 1 de diciembre de 2020, 21:00 | Francia | 12:0 (7:0) | Kazajistán | Stade de la Rabine, Vannes |                          |
|                               | - De Almeida 5' - Diani 7', 17' - Katoto 12', 16' - Dali 24' - Périsset 33' - D. Cascarino 50' - Laurent 58' - Morroni 67' - Baltimore 72' - Matéo 83' | Reporte    |            | Árbitra: Lorraine Watson   | Árbitra: Lorraine Watson |

#### Grupo H
| Equipo   | Pts | PJ | PG | PE | PP | GF | GC | Dif |
| -------- | --- | -- | -- | -- | -- | -- | -- | --- |
| Bélgica  | 21  | 8  | 7  | 0  | 1  | 37 | 5  | 32  |
| Suiza    | 19  | 8  | 6  | 1  | 1  | 20 | 6  | 14  |
| Rumania  | 12  | 8  | 4  | 0  | 4  | 13 | 16 | -3  |
| Croacia  | 7   | 8  | 2  | 1  | 5  | 7  | 19 | -12 |
| Lituania | 0   | 8  | 0  | 0  | 8  | 1  | 32 | -31 |

| 29 de agosto de 2019, 17:30 | Lituania           | 1:2 (0:1) | Croacia                       | Savivaldybė Stadium, Šiauliai                    |                                                  |
|                             | - Gailevičiūtė 86' | Reporte   | - Dujmenović 37' - Šundov 48' | Asistencia: 423 espectadores Árbitra: Laura Rapp | Asistencia: 423 espectadores Árbitra: Laura Rapp |

| 3 de septiembre de 2019, 19:00 | Suiza                                                                | 4:0 (1:0) | Lituania | LIPO Park Schaffhausen, Schaffhausen                |                                                     |
|                                | - Liužinaité 19' (a.g.) - Humm 47' - Bachmann 68' - Crnogorčević 79' | Reporte   |          | Asistencia: 3123 espectadores Árbitra: Merima Čelik | Asistencia: 3123 espectadores Árbitra: Merima Čelik |

| 3 de septiembre de 2019, 20:30 | Bélgica                                                                | 6:1 (2:0) | Croacia     | Den Dreef, Lovaina                                     |                                                        |
|                                | - Cayman 18', 59', 66' - De Caigny 44' - Deloose 74' - Vanmechelen 78' | Reporte   | - Lojna 84' | Asistencia: 3344 espectadores Árbitra: Henrikke Nervik | Asistencia: 3344 espectadores Árbitra: Henrikke Nervik |

| 4 de octubre de 2019, 18:30 | Lituania | 0:3 (0:1) | Suiza                                                            | Savivaldybė Stadium, Šiauliai                      |                                                    |
|                             |          | Reporte   | - Crnogorčević 35' (pen.) - Kiwic 66' - Neverdauskaitė 70' (a.g) | Asistencia: 237 espectadores Árbitra: Ewa Augustyn | Asistencia: 237 espectadores Árbitra: Ewa Augustyn |

| 8 de octubre de 2019, 18:30 | Rumania | 0:1 (0:1) | Bélgica      | Dr. Constantin Rădulescu, Cluj-Napoca                      |                                                            |
|                             |         | Reporte   | - De Neve 9' | Asistencia: 1073 espectadores Árbitra: Marta Huerta De Aza | Asistencia: 1073 espectadores Árbitra: Marta Huerta De Aza |

| 8 de octubre de 2019, 19:00 | Suiza                            | 2:0 (2:0) | Croacia | Stockhorn Arena, Thun                                         |                                                               |
|                             | - Crnogorčević 9' - Reuteler 31' | Reporte   |         | Asistencia: 4512 espectadores Árbitra: Katarzyna Lisiecka-Sęk | Asistencia: 4512 espectadores Árbitra: Katarzyna Lisiecka-Sęk |

| 8 de noviembre de 2019, 18:00 | Rumania                                                            | 3:0 (2:0) | Lituania | Stadionul CNAF, Mogoșoaia                             |                                                       |
|                               | - Vătafu 17' (pen.) - Neverdauskaitė 29' (a.g.) - Voicu 70' (pen.) | Reporte   |          | Asistencia: 150 espectadores Árbitra: Petra Pavlíková | Asistencia: 150 espectadores Árbitra: Petra Pavlíková |

| 8 de noviembre de 2019, 18:00 | Croacia      | 1:4 (1:2) | Bélgica                                                    | Stadion ŠRC Zaprešić, Zaprešić                      |                                                     |
|                               | - Lubina 40' | Reporte   | - Wullaert 15' (pen.) - Philtjens 31', 56' - De Caigny 81' | Asistencia: 357 espectadores Árbitra: Tess Olofsson | Asistencia: 357 espectadores Árbitra: Tess Olofsson |

| 12 de noviembre de 2019, 19:00 | Suiza                                                                      | 6:0 (2:0) | Rumania | LIPO Park Schaffhausen, Schaffhausen                  |                                                       |
|                                | - Bachmann 26', 45', 74' - Crnogorčević 65' (pen.) - Humm 81' - Fölmli 88' | Reporte   |         | Asistencia: 3741 espectadores Árbitra: Shona Shukrula | Asistencia: 3741 espectadores Árbitra: Shona Shukrula |

| 12 de noviembre de 2019, 20:30 | Bélgica                                                    | 6:0 (3:0) | Lituania | Den Dreef, Lovaina                                      |                                                         |
|                                | - De Caigny 14', 32', 46', 66', 73' - Mikutaitė 29' (a.g.) | Reporte   |          | Asistencia: 4587 espectadores Árbitra: Ivana Projkovska | Asistencia: 4587 espectadores Árbitra: Ivana Projkovska |

| 18 de septiembre de 2020, 17:30 | Bélgica                                                                      | 6:1 (3:0) | Rumania   | Den Dreef, Lovaina        |                           |
|                                 | - Wullaert 19' (pen.), 45', 51' - Cayman 26' - Dhont 80' - Vanhaevermaet 84' | Reporte   | - Rus 53' | Árbitra: Volha Tsiareshka | Árbitra: Volha Tsiareshka |

| 18 de septiembre de 2020, 17:30 | Croacia      | 1:1 (1:0) | Suiza          | Stadion ŠRC Zaprešić, Zaprešić |                        |
|                                 | - Rudelić 3' | Reporte   | - Bachmann 74' | Árbitra: Lucie Šulcová         | Árbitra: Lucie Šulcová |

| 22 de septiembre de 2020, 19:00 | Suiza                  | 2:1 (1:0) | Bélgica      | Stockhorn Arena, Thun  |                        |
|                                 | - Gut 5' - Lehmann 63' | Reporte   | Wullaert 70' | Árbitra: Tess Olofsson | Árbitra: Tess Olofsson |

| 22 de septiembre de 2020, 19:00 | Rumania                                                    | 4:1 (3:1) | Croacia    | Stadionul CNAF, Mogoșoaia |                           |
|                                 | - Landeka 16' (a.g.) - Bătea 39' - Herczeg 45+3' - Rus 67' | Reporte   | Rudelić 9' | Árbitra: Ivana Projkovska | Árbitra: Ivana Projkovska |

| 23 de octubre de 2020, 19:00 | Lituania | 0:4 (0:0) | Rumania                                             | ARVI Football Arena, Marijampolė |                          |
|                              |          | Reporte   | - Vătafu 63', 81' (pen.) - Rus 77' - Vlădulescu 90' | Árbitra: Lorraine Watson         | Árbitra: Lorraine Watson |

| 27 de octubre de 2020, 17:30 | Rumania | 0:2 (0:1) | Suiza                        | Football Centre FRF, Mogoşoaia |                         |
|                              |         | Reporte   | - Sow 29' - Crnogorčević 79' | Árbitra: Melis Özçiğdem        | Árbitra: Melis Özçiğdem |

| 27 de octubre de 2020, 19:00 | Lituania | 0:9 (0:5) | Bélgica | ARVI Football Arena, Marijampolė |                          |
|                              |          | Reporte   | - Wullaert 12', 69', 82' - Liužinaitė 14' (o.g.) - Gedgaudaitė 21' (o.g.) - De Caigny 30', 40', 56' - Minnaert 84' | Árbitra: Lina Lehtovaara         | Árbitra: Lina Lehtovaara |

| 27 de noviembre de 2020, 16:00 | Croacia      | 1:0 (0:0) | Lituania | Estadio Aldo Drosina, Pula |                        |
|                                | - Šundov 81' | Reporte   |          | Árbitra: Rebecca Welch     | Árbitra: Rebecca Welch |

| 1 de diciembre de 2020, 20:00 | Bélgica                                            | 4:0 (2:0) | Suiza | Den Dreef, Lovaina              |                                 |
|                               | - De Caigny 31', 45+7' - Wullaert 73' - Cayman 85' | Reporte   |       | Árbitra: Anastasia Pustovoitova | Árbitra: Anastasia Pustovoitova |

| 23 de febrero de 2021, 16:00 | Croacia | 0:1 (0:0) | Rumania       | Estadio Aldo Drosina, Pula |                       |
|                              |         | Reporte   | - Ciolacu 53' | Árbitra: Ewa Augustyn      | Árbitra: Ewa Augustyn |

#### Grupo I
| Equipo     | Pts | PJ | PG | PE | PP | GF | GC | Dif |
| ---------- | --- | -- | -- | -- | -- | -- | -- | --- |
| Alemania   | 24  | 8  | 8  | 0  | 0  | 46 | 1  | 45  |
| Ucrania    | 15  | 8  | 5  | 0  | 3  | 16 | 21 | -5  |
| Irlanda    | 13  | 8  | 4  | 1  | 3  | 11 | 10 | 1   |
| Grecia     | 7   | 8  | 1  | 1  | 6  | 6  | 21 | -15 |
| Montenegro | 0   | 8  | 0  | 0  | 8  | 2  | 28 | -26 |

| 31 de agosto de 2019, 12:30 | Alemania                                                                                               | 10:0 (5:0) | Montenegro | Auestadion, Kassel                                              |                                                                 |
|                             | - Huth 3' - Popp 8', 24', 38' - Bühl 34', 59' - Doorsoun 52' - Knaak 54' - Schüller 84' - Dallmann 88' | Reporte    |            | Asistencia: 6275 espectadores Árbitra: Zulema González González | Asistencia: 6275 espectadores Árbitra: Zulema González González |

| 3 de septiembre de 2019, 16:00 | Ucrania | 0:8 (0:3) | Alemania                                                                                | Arena Lviv, Lviv                                    |                                                     |
|                                |         | Reporte   | - Däbritz 5', 80', 88' - Magull 29' - Rauch 32' - Oberdorf 54' - Huth 85' - Maier 90+2' | Asistencia: 988 espectadores Árbitra: Tess Olofsson | Asistencia: 988 espectadores Árbitra: Tess Olofsson |

| 3 de septiembre de 2019, 20:30 | Irlanda                         | 2:0 (1:0) | Montenegro | Estadio de Tallaght, Dublín                            |                                                        |
|                                | - Toland 7' - McCabe 69' (pen.) | Reporte   |            | Asistencia: 3423 espectadores Árbitra: Catarina Campos | Asistencia: 3423 espectadores Árbitra: Catarina Campos |

| 5 de octubre de 2019, 14:00 | Alemania                                                               | 8:0 (4:0) | Ucrania | New Tivoli Stadion, Aquisgrán                         |                                                       |
|                             | - Bühl 7', 58', 61' - Gwinn 30' - Magull 37', 42', 90+3' - Leupolz 87' | Reporte   |         | Asistencia: 5504 espectadores Árbitra: Lorraine Clark | Asistencia: 5504 espectadores Árbitra: Lorraine Clark |

| 8 de octubre de 2019, 15:00 | Grecia | 0:5 (0:2) | Alemania                                                       | Estadio Kleanthis Vikelidis, Tesalónica             |                                                     |
|                             |        | Reporte   | - Popp 33' - Oberdorf 40' - Starke 66' - Bremer 75' - Bühl 90' | Asistencia: 510 espectadores Árbitra: Vera Opeykina | Asistencia: 510 espectadores Árbitra: Vera Opeykina |

| 8 de octubre de 2019, 19:30 | Irlanda                                         | 3:2 (2:2) | Ucrania                       | Estadio de Tallaght, Dublín                                |                                                            |
|                             | - McCabe 25' - Jarrett 28' - Shmatko 53' (o.g.) | Reporte   | - Shmatko 34' - Ovdiychuk 43' | Asistencia: 5328 espectadores Árbitra: Désirée Grundbacher | Asistencia: 5328 espectadores Árbitra: Désirée Grundbacher |

| 6 de noviembre de 2019, 13:00 | Montenegro | 0:4 (0:1) | Grecia                                             | DG Arena, Podgorica                               |                                                   |
|                               |            | Reporte   | - Sidira 14', 78' - Kokoviadou 51' - Vardali 90+3' | Asistencia: 53 espectadores Árbitra: Reelika Turi | Asistencia: 53 espectadores Árbitra: Reelika Turi |

| 12 de noviembre de 2019, 15:00 | Grecia               | 1:1 (0:1) | Irlanda       | Estadio Nea Smyrni, Atenas                            |                                                       |
|                                | - Spyridonidou 90+3' | Reporte   | - Barrett 13' | Asistencia: 500 espectadores Árbitra: Henrikke Nervik | Asistencia: 500 espectadores Árbitra: Henrikke Nervik |

| 5 de marzo de 2020, 19:15 | Irlanda        | 1:0 (1:0) | Grecia | Estadio de Tallaght, Dublín                                           |                                                                       |
|                           | - Caldwell 45' | Reporte   |        | Asistencia: 4511 espectadores Árbitra: María Dolores Martínez Madrona | Asistencia: 4511 espectadores Árbitra: María Dolores Martínez Madrona |

| 11 de marzo de 2020, 16:00 | Montenegro | 0:3 (0:1) | Irlanda                                      | Stadion Pod Malim Brdom, Petrovac |                        |
|                            |            | Reporte   | - Caldwell 12' - McCabe 83' - O'Sullivan 85' | Árbitra: Maria Marotta            | Árbitra: Maria Marotta |

| 18 de septiembre de 2020, 20:00 | Montenegro  | 1:3 (0:1) | Ucrania                                                | DG Arena, Podgorica     |                         |
|                                 | - Dešić 63' | Reporte   | - Apanaschenko 23' - Kunina 60' - Bulatović 66' (a.g.) | Árbitra: Viola Raudziņa | Árbitra: Viola Raudziņa |

| 19 de septiembre de 2020, 14:00 | Alemania                                    | 3:0 (3:0) | Irlanda | Stadion Essen, Essen      |                           |
|                                 | - Hegering 8' - Marozsán 38' - Schüller 41' | Reporte   |         | Árbitra: Monika Mularczyk | Árbitra: Monika Mularczyk |

| 22 de septiembre de 2020, 16:07 | Montenegro | 0:3 (0:2) | Alemania                                    | Estadio Pod Goricom, Podgorica        |                                       |
|                                 |            | Reporte   | - Freigang 3' - Leupolz 45+2' - Lohmann 59' | Árbitra: Ainara Andrea Acevedo Dudley | Árbitra: Ainara Andrea Acevedo Dudley |

| 22 de septiembre de 2020, 19:00 | Ucrania                                               | 4:0 (0:0) | Grecia | Obolon Arena, Kiev        |                           |
|                                 | - Kozlova 59', 71' - Kravets 88' - Apanaschenko 90+5' | Reporte   |        | Árbitra: Aleksandra Česen | Árbitra: Aleksandra Česen |

| 22 de octubre de 2020, 17:30 | Grecia       | 1:0 (0:0) | Montenegro | Estadio Apostolos Nikolaidis, Atenas |                           |
|                              | - Markou 83' | Reporte   |            | Árbitra: Miriama Matulová            | Árbitra: Miriama Matulová |

| 23 de octubre de 2020, 19:00 | Ucrania               | 1:0 (1:0) | Irlanda | Obolon Arena, Kiev       |                          |
|                              | - O'Gorman 25' (a.g.) | Reporte   |         | Árbitra: Ivana Martinčić | Árbitra: Ivana Martinčić |

| 27 de octubre de 2020, 17:30 | Grecia | 0:4 (0:2) | Ucrania                                         | Estadio Apostolos Nikolaidis, Atenas |                         |
|                              |        | Reporte   | - Pantsulaia 5' - Kravets 29', 55' - Kunina 83' | Árbitra: Shona Shukrula              | Árbitra: Shona Shukrula |

| 27 de noviembre de 2020, 16:00 | Alemania                                                                  | 6:0 (4:0) | Grecia | Audi Sportpark, Ingolstadt |                            |
|                                | - Hegering 17' - Freigang 21', 39', 45' - Dallmann 72' - Krumbiegel 90+2' | Reporte   |        | Árbitra: Marta Frias Acedo | Árbitra: Marta Frias Acedo |

| 1 de diciembre de 2020, 17:00 | Irlanda             | 1:3 (1:2) | Alemania                               | Estadio de Tallaght, Dublín |                       |
|                               | - McCabe 45' (pen.) | Reporte   | - Magull 21' (pen.) - Waßmuth 29', 85' | Árbitra: Sara Persson       | Árbitra: Sara Persson |

| 1 de diciembre de 2020, 19:00 | Ucrania                           | 2:1 (1:1) | Montenegro   | Obolon Arena, Kiev     |                        |
|                               | - Basanska 5' (pen.) - Kunina 74' | Reporte   | - Đoković 6' | Árbitra: Frida Nielsen | Árbitra: Frida Nielsen |

### Clasificación de segundos lugares
Para determinar los tres mejores equipos del segundo lugar de la fase de grupos clasificatorios que avanzan directamente al torneo final, solo se tienen en cuenta los resultados de los equipos del segundo lugar contra el primer, tercer, cuarto y quinto lugar de su grupo. En los Grupos A y B, los resultados contra el equipo que ocupa el sexto lugar se descuentan. Como resultado, se cuentan ocho partidos jugados por cada segundo equipo con el fin de determinar la clasificación.
     – Clasificado a la Eurocopa Femenina 2022.
     – Clasificados a los Play-offs.
| Selección         | Gr. | Pts. | PJ | PG | PE | PP | GF | GC | Dif |
| ----------------- | --- | ---- | -- | -- | -- | -- | -- | -- | --- |
| Italia            | B   | 19   | 8  | 6  | 1  | 1  | 30 | 5  | 25  |
| Islandia          | F   | 19   | 8  | 6  | 1  | 1  | 25 | 5  | 20  |
| Austria           | G   | 19   | 8  | 6  | 1  | 1  | 22 | 3  | 19  |
| Suiza             | H   | 19   | 8  | 6  | 1  | 1  | 20 | 6  | 14  |
| Portugal          | E   | 19   | 8  | 6  | 1  | 1  | 10 | 2  | 8   |
| Rusia             | A   | 18   | 8  | 6  | 0  | 2  | 16 | 6  | 10  |
| República Checa   | D   | 16   | 8  | 5  | 1  | 2  | 24 | 9  | 15  |
| Ucrania           | I   | 15   | 8  | 5  | 0  | 3  | 16 | 21 | -5  |
| Irlanda del Norte | C   | 14   | 8  | 4  | 2  | 2  | 17 | 17 | 0   |

## Play-offs

### Sorteo
El sorteo de los play-offs se llevó a cabo el 5 de marzo de 2021 (originalmente el 25 de septiembre de 2020, pero se había pospuesto debido a la pandemia de COVID-19) en la sede de la UEFA en Nyon, Suiza, para decidir los enfrentamientos y el orden de las etapas.

### Clasificados
Irlanda del Norte

 Portugal

 República Checa

 Rusia

 Suiza

 Ucrania

### Partidos
| Equipo 1        | Agr.         | Equipo 2          | Ida | Vuelta |
| --------------- | ------------ | ----------------- | --- | ------ |
| Ucrania         | 1–4          | Irlanda del Norte | 1–2 | 0–2    |
| Portugal        | 0–1          | Rusia             | 0–1 | 0–0    |
| República Checa | 2–2 (2–3 p.) | Suiza             | 1–1 | 1–1    |

| 9 de abril de 2021, 19:00 | Ucrania            | 1:2 (1:1) | Irlanda del Norte         | Kolos Stadium, Kovalivka |                       |
|                           | - Apanaschenko 22' | Reporte   | - Furness 5' - Magill 57' | Árbitra: Riem Hussein    | Árbitra: Riem Hussein |

| 13 de abril de 2021, 19:45 | Irlanda del Norte                | 2:0 (0:0) | Ucrania | Seaview, Belfast       |                        |
|                            | - Callaghan 55' - Caldwell 90+6' | Reporte   |         | Árbitra: Jana Adámková | Árbitra: Jana Adámková |

| 9 de abril de 2021, 18:30 | Portugal | 0:1 (0:0) | Rusia           | Estadio del Restelo, Lisboa |                         |
|                           |          | Reporte   | - Korovkina 51' | Árbitra: Esther Staubli     | Árbitra: Esther Staubli |

| 13 de abril de 2021, 17:00 | Rusia | 0:0     | Portugal | Sapsan Arena, Moscú         |                             |
|                            |       | Reporte |          | Árbitra: Stéphanie Frappart | Árbitra: Stéphanie Frappart |

Originalmente Rusia se había clasificado a la Eurocopa Femenina 2022, sin embargo, la UEFA reafirmó la suspensión de los equipos rusos de fútbol y Rusia no participará en el torneo final. Portugal ocupará la plaza vacante en el Grupo C de la Eurocopa Femenina 2022.
| 9 de abril de 2021, 16:00 | República Checa       | 1:1 (0:0) | Suiza                     | Estadio Letní, Chomutov |                        |
|                           | - Svitková 49' (pen.) | Reporte   | - Crnogorčević 90' (pen.) | Árbitra: Cheryl Foster  | Árbitra: Cheryl Foster |

| 13 de abril de 2021, 20:00 | Suiza                                        | 1:1 (1:1, 0:0) (t. s.)(3:2 p.) | República Checa                                                  | Stockhorn Arena, Thun    |                          |
|                            | - Sow 59'                                    | Reporte                        | - Svitková 51'                                                   | Árbitra: Kateryna Monzul | Árbitra: Kateryna Monzul |
|                            |                                              | Tiros desde el punto penal     |                                                                  |                          |                          |
|                            | - Gut - Sow - Lehmann - Wälti - Crnogorčević |                                | - Bartoňová - Krejčiříková - Bertholdová - Martínková - Svitková |                          |                          |

## Equipos clasificados
| Equipo            | Clasificado como     | Fecha de clasificación  | Apariciones previas en el torneo1                                     |
| ----------------- | -------------------- | ----------------------- | --------------------------------------------------------------------- |
| Inglaterra        | Anfitrión            | 3 de diciembre de 2018  | 8 (1984, 1987, 1995, 2001, 2005, 2009, 2013, 2017)                    |
| Alemania          | Ganador del Grupo I  | 23 de octubre de 2020   | 10 (19892, 1991, 1993, 1995, 1997, 2001, 2005, 2009, 2013, 2017)      |
| Países Bajos      | Ganador del Grupo A  | 23 de octubre de 2020   | 3 (1997, 2013, 2017)                                                  |
| Dinamarca         | Ganador del Grupo B  | 27 de octubre de 2020   | 9 (1984, 1991, 1993, 1997, 2001, 2005, 2009, 2013, 2017)              |
| Noruega           | Ganador del Grupo C  | 27 de octubre de 2020   | 11 (1987, 1989, 1991, 1993, 1995, 1997, 2001, 2005, 2009, 2013, 2017) |
| Suecia            | Ganador del Grupo F  | 27 de octubre de 2020   | 10 (1984, 1987, 1989, 1995, 1997, 2001, 2005, 2009, 2013, 2017)       |
| Francia           | Ganador del Grupo G  | 27 de noviembre de 2020 | 6 (1997, 2001, 2005, 2009, 2013, 2017)                                |
| Bélgica           | Ganador del Grupo H  | 1 de diciembre de 2020  | 1 (2017)                                                              |
| Islandia          | 2° Mejor segundo     | 1 de diciembre de 2020  | 3 (2009, 2013, 2017)                                                  |
| España            | Ganador del Grupo D  | 18 de febrero de 2021   | 3 (1997, 2013, 2017)                                                  |
| Finlandia         | Ganador del Grupo E  | 19 de febrero de 2021   | 3 (2005, 2009, 2013)                                                  |
| Austria           | 3° Mejor segundo     | 24 de febrero de 2021   | 1 (2017)                                                              |
| Italia            | 1° Mejor segundo     | 24 de febrero de 2021   | 11 (1984, 1987, 1989, 1991, 1993, 1997, 2001, 2005, 2009, 2013, 2017) |
| Rusia             | Ganador del Play-off | 13 de abril de 2021     | 5 (1997, 2001, 2009, 2013, 2017)                                      |
| Suiza             | Ganador del Play-off | 13 de abril de 2021     | 1 (2017)                                                              |
| Irlanda del Norte | Ganador del Play-off | 13 de abril de 2021     | 0 (Debutante)                                                         |
| Portugal          | Play-off             | 2 de mayo de 2022       | Fase de grupos (2017)                                                 |

1 Negrilla indica campeón para ese año. Italic indica anfitrión para ese año.
2 Como Alemania Occidental

## Goleadoras
Jugadoras con siete o más goles.
12 goles
- Tine De Caigny

10 goles
- Jennifer Hermoso
- Linda Sällström
- Sherida Spitse
- Caroline Graham Hansen

9 goles
- Tessa Wullaert
- Nadia Nadim
- Cristiana Girelli
- Vivianne Miedema

8 goles
- Pernille Harder
- Esther González
- Daniëlle van de Donk
- Lara Prašnikar

7 goles
- Nicole Billa
- Sofija Krajšumović
- Eugénie Le Sommer
- Marie-Antoinette Katoto
- Katja Snoeijs
- Mateja Zver